# Lista gatunków z rodzaju peperomia
Lista gatunków z rodzaju peperomia (Peperomia) –  lista gatunków z rodzaju roślin z rodziny pieprzowatych. Należy do niego co najmniej 1161 gatunków (tyle nazw zweryfikowanych i zaakceptowanych podaje The Plant List), poza tym 768 taksonów ma status gatunków niepewnych (niezweryfikowanych).

## Lista gatunków

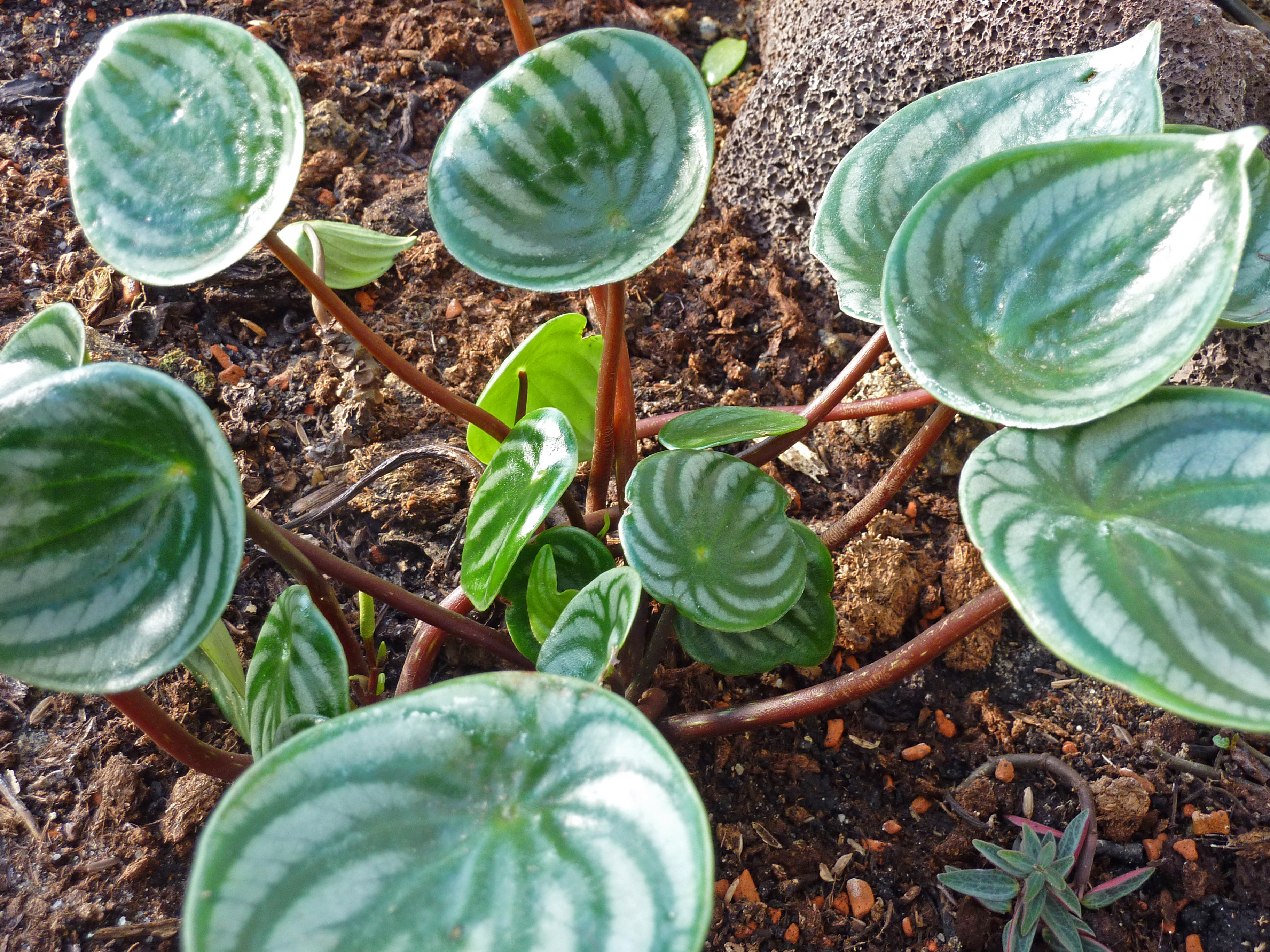
Peperomia srebrzysta

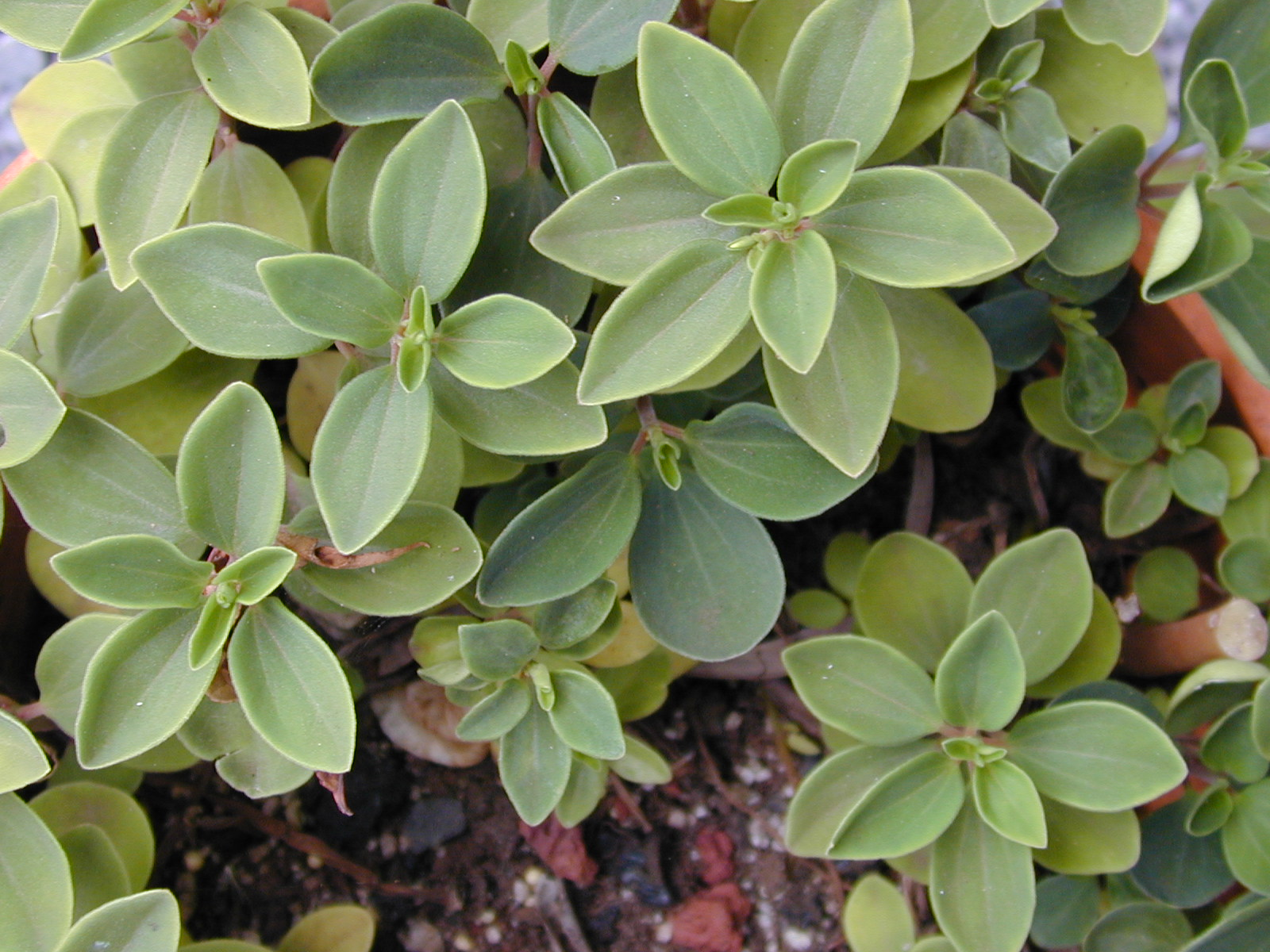
Peperomia blanda

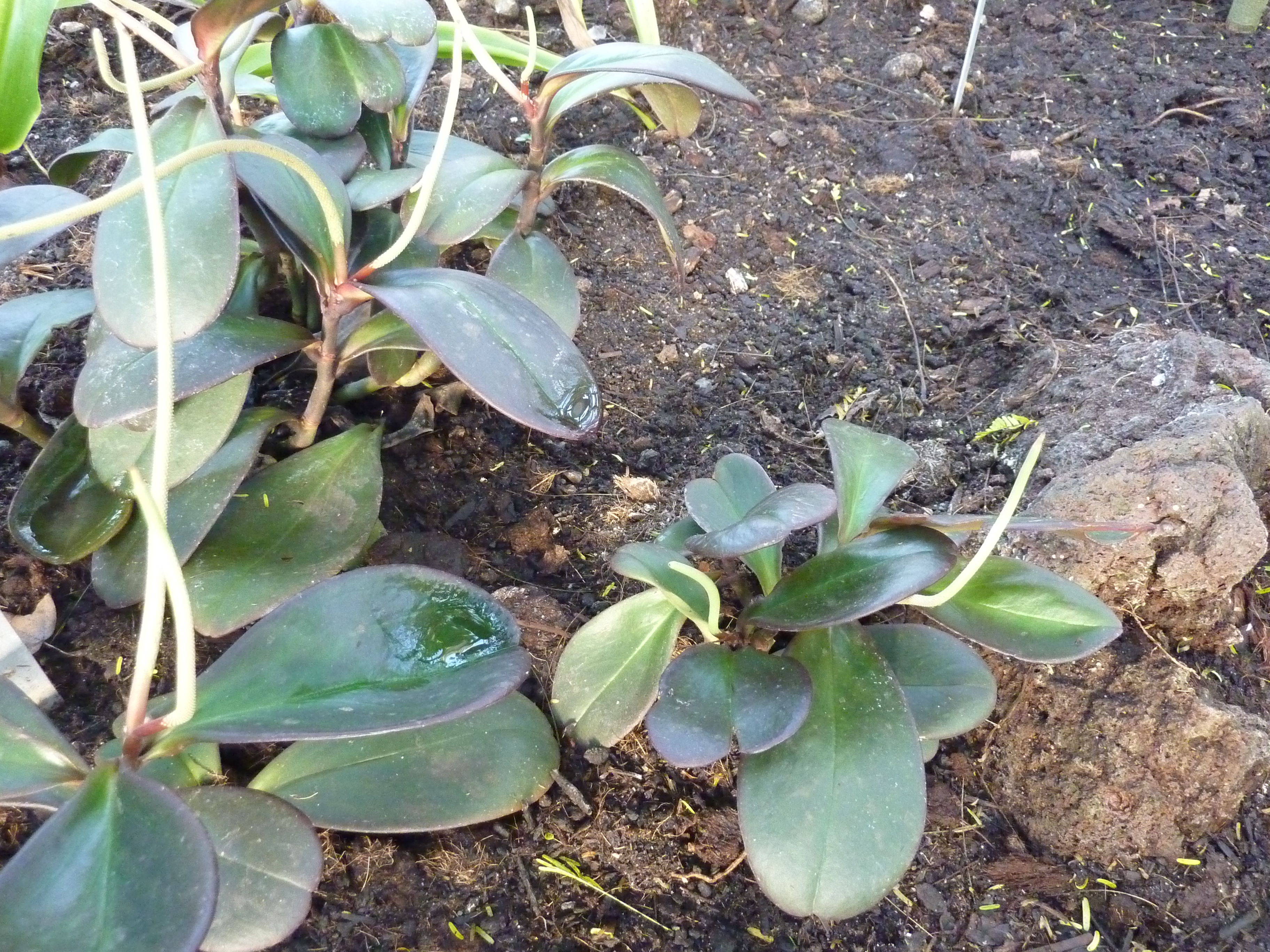
Peperomia kluzjolistna

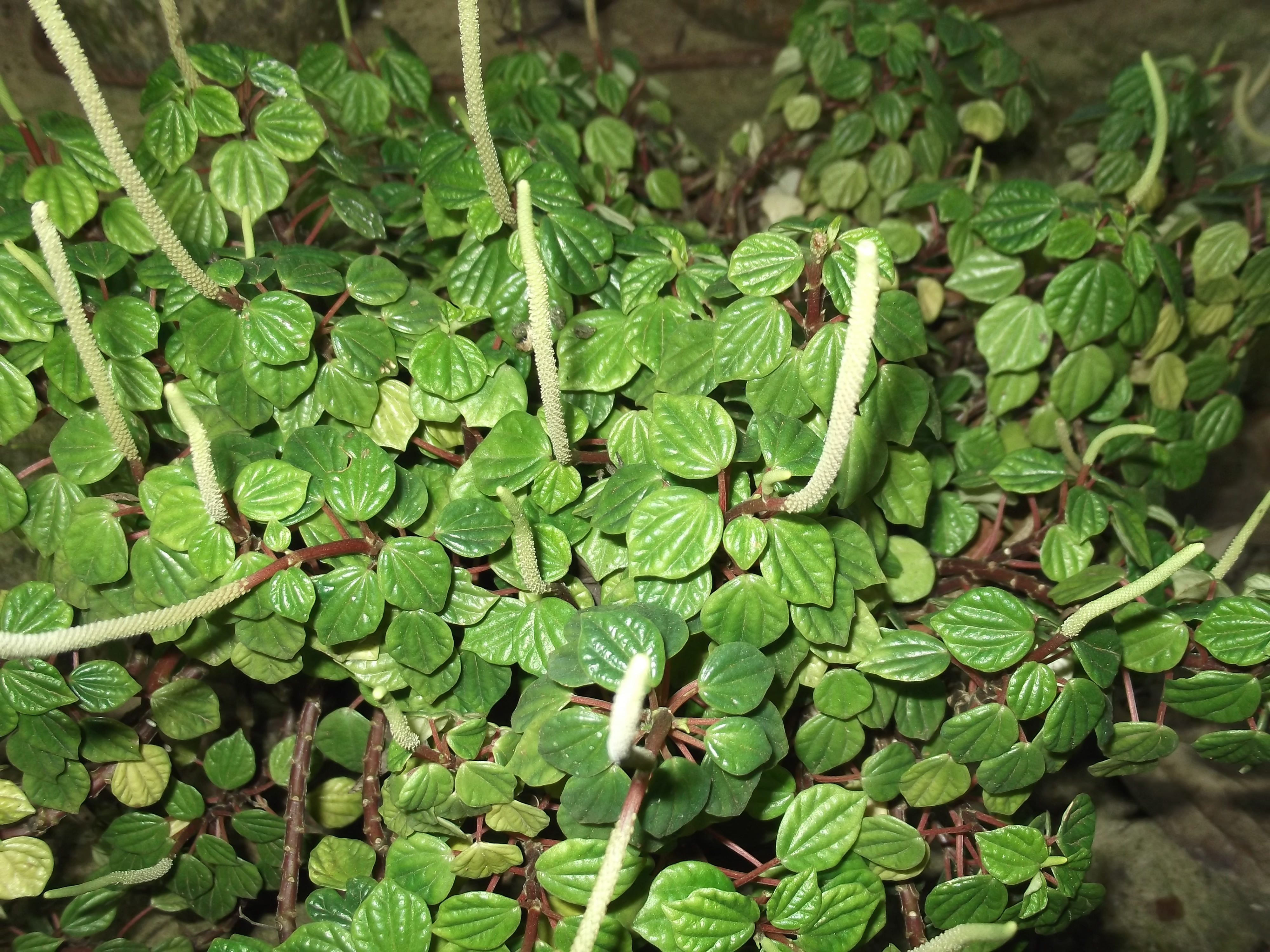
Peperomia columnaris

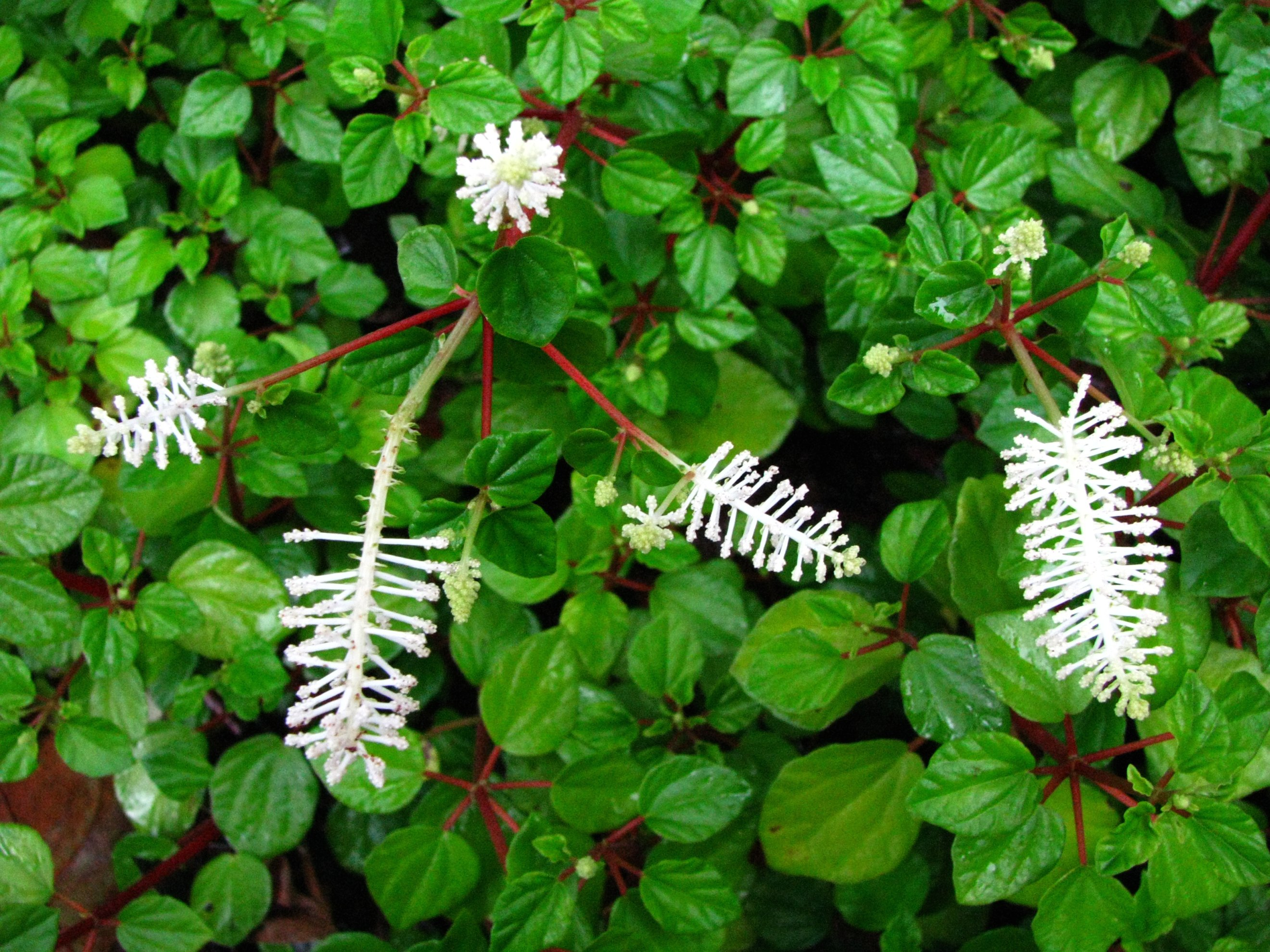
Peperomia fraseri

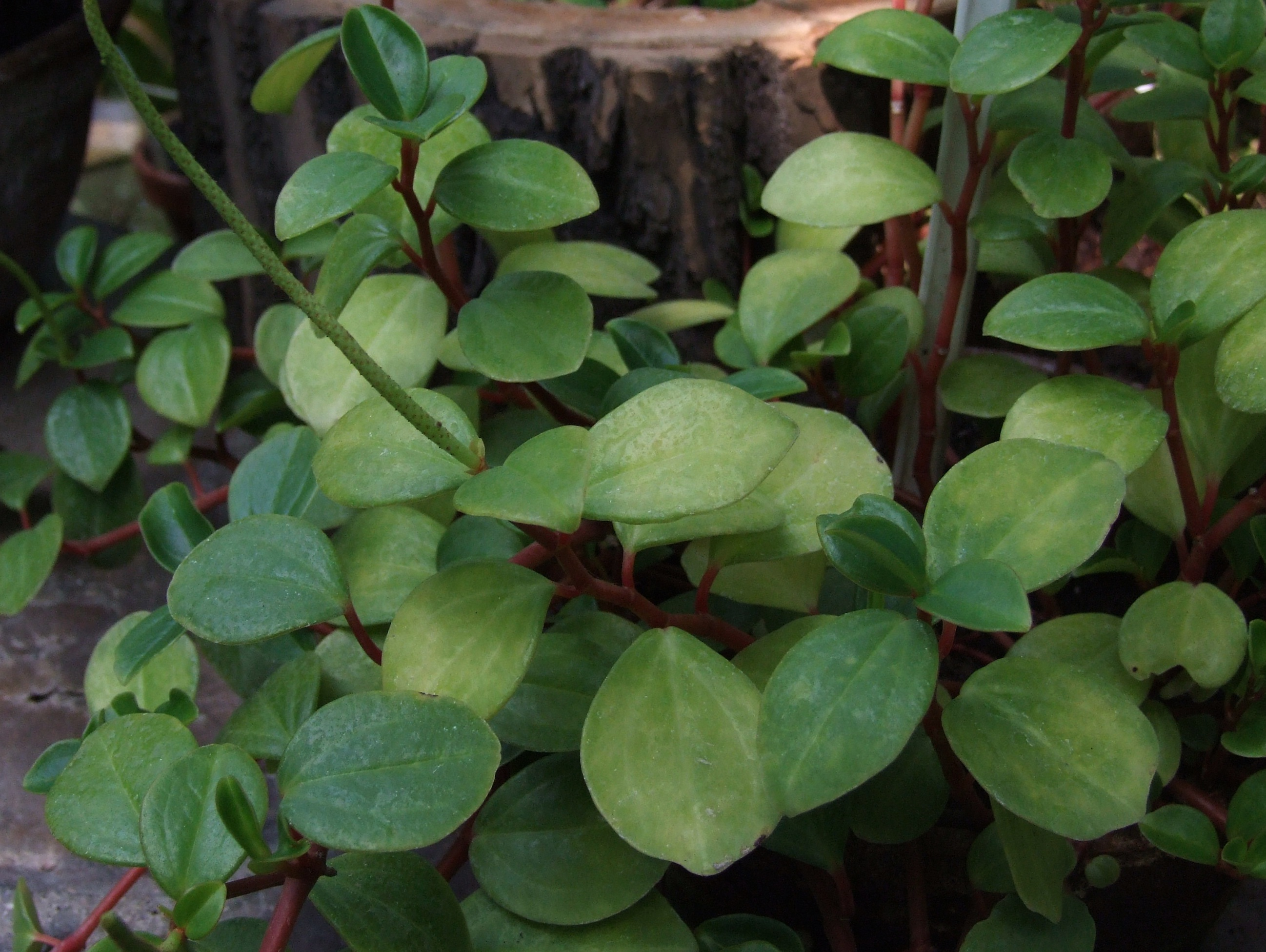
Peperomia gładka

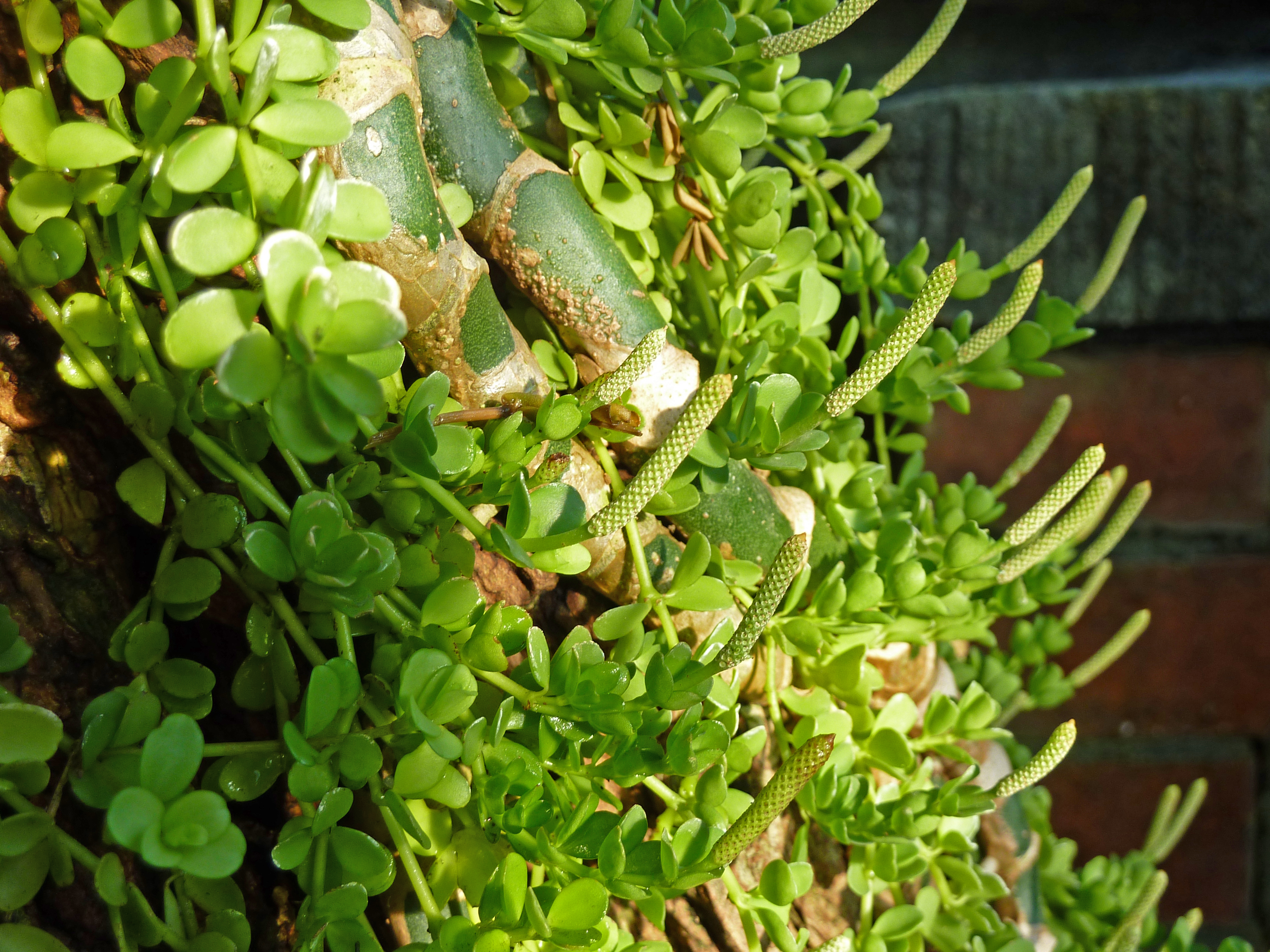
Peperomia hoffmannii

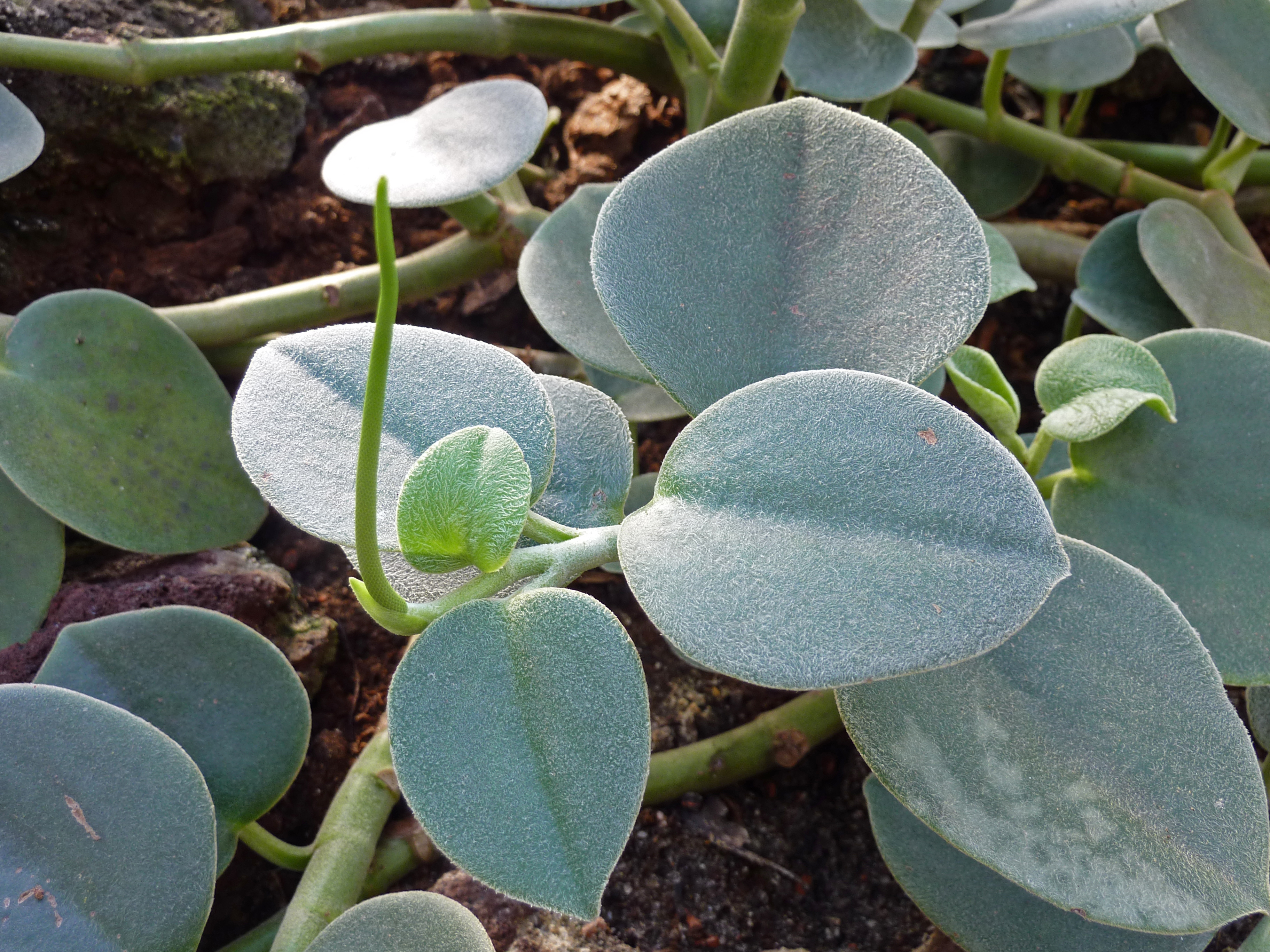
Peperomia szara

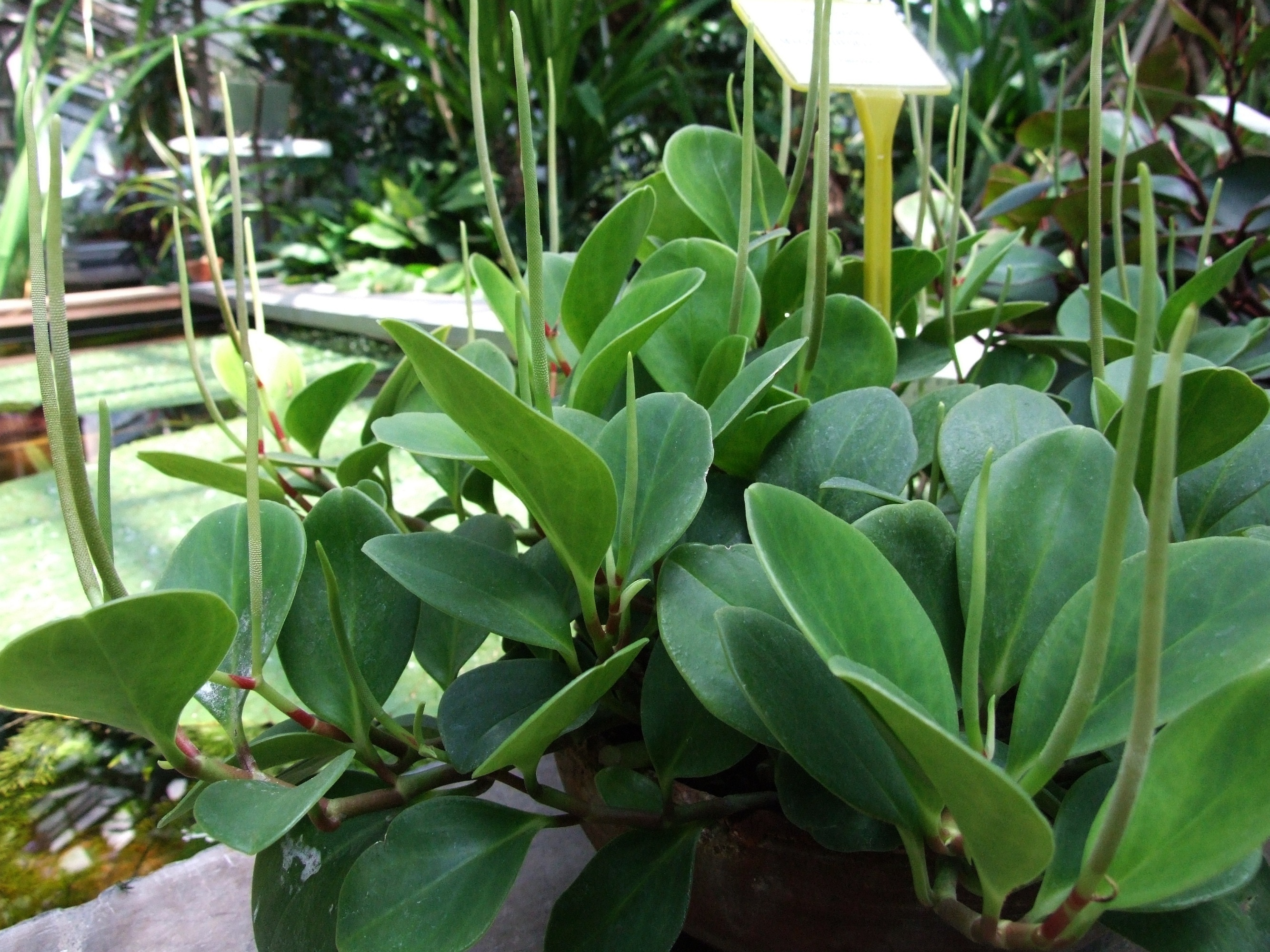
Peperomia magnoliolistna

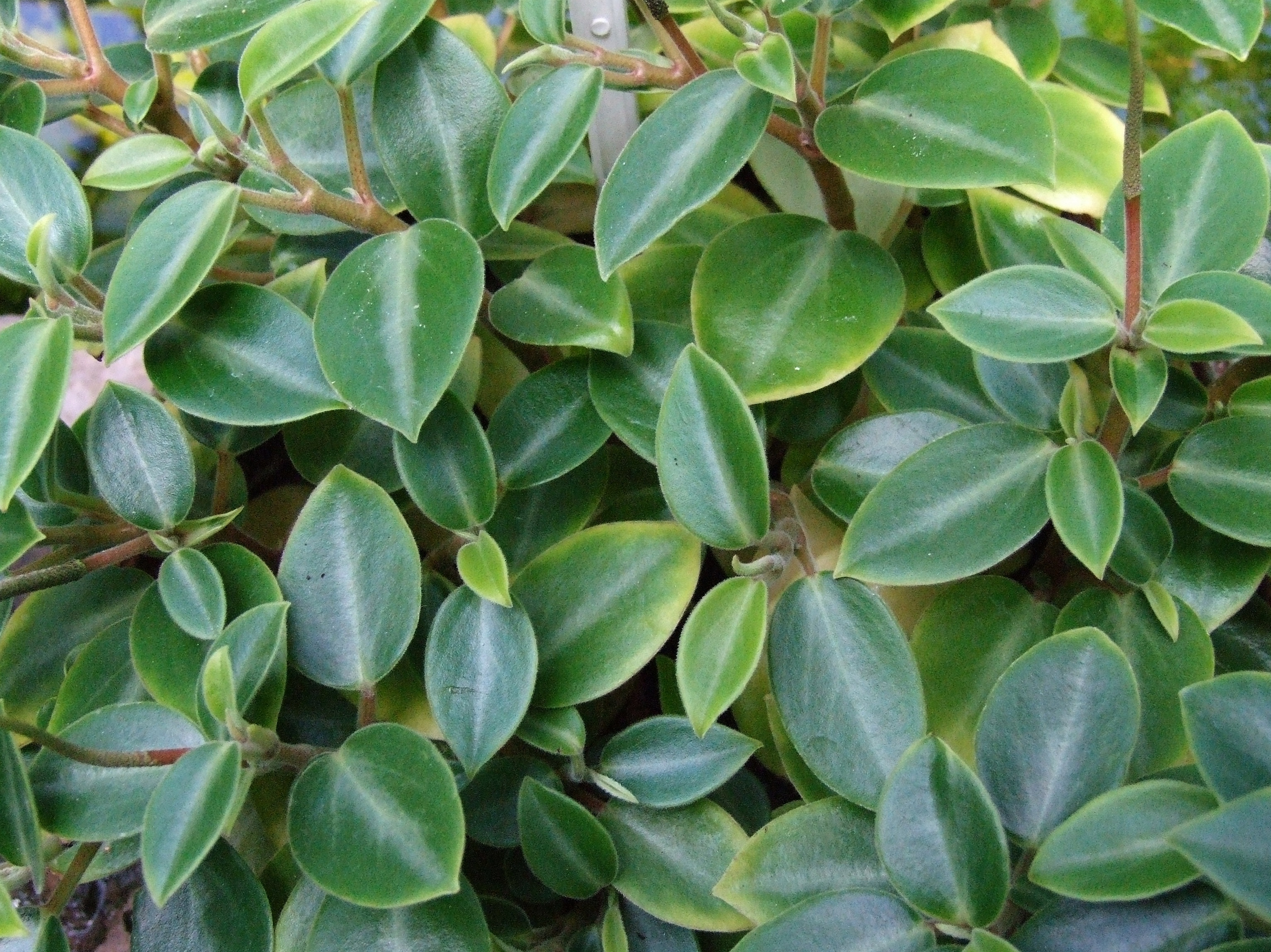
Peperomia orba

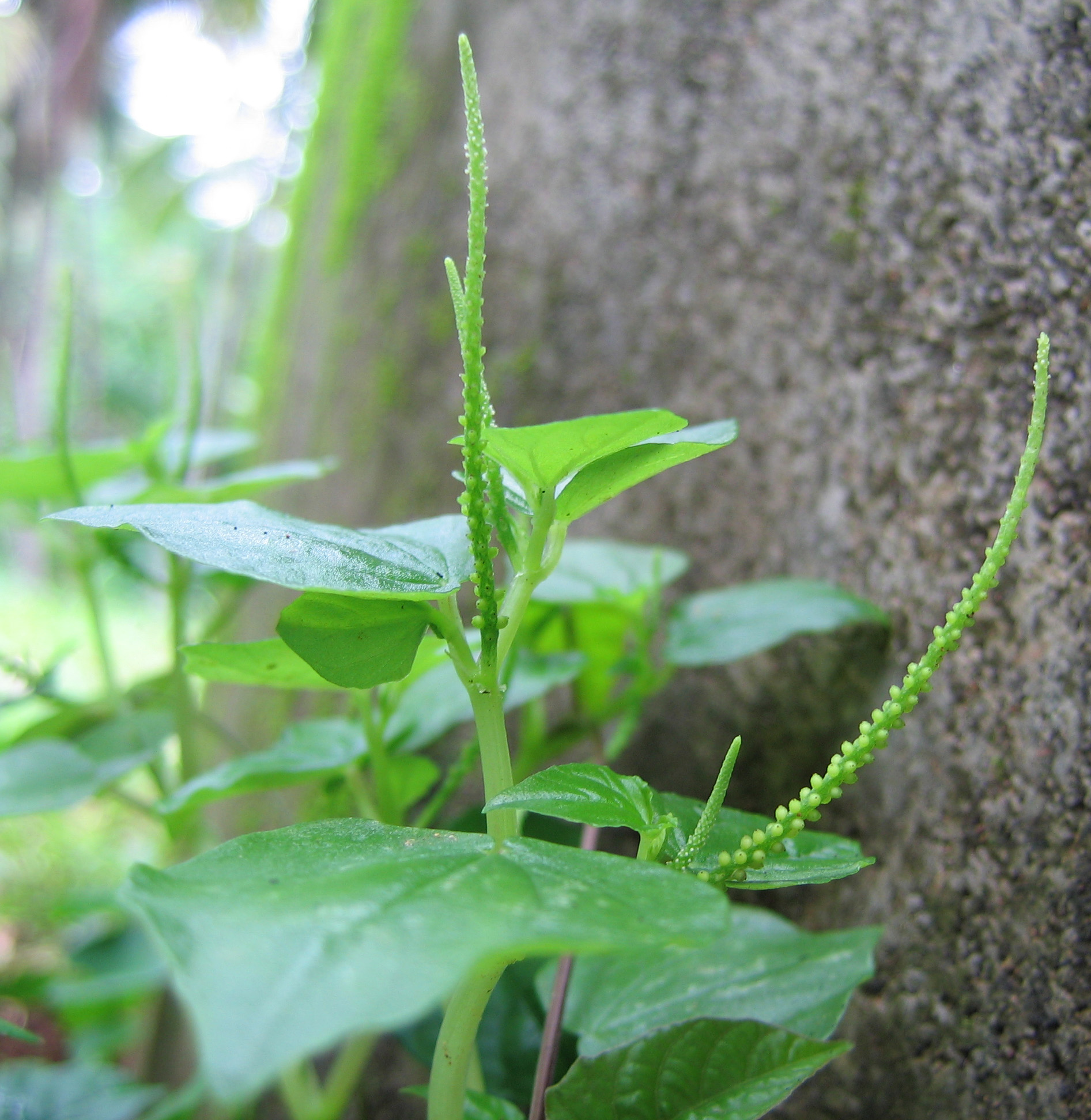
Peperomia pellucida

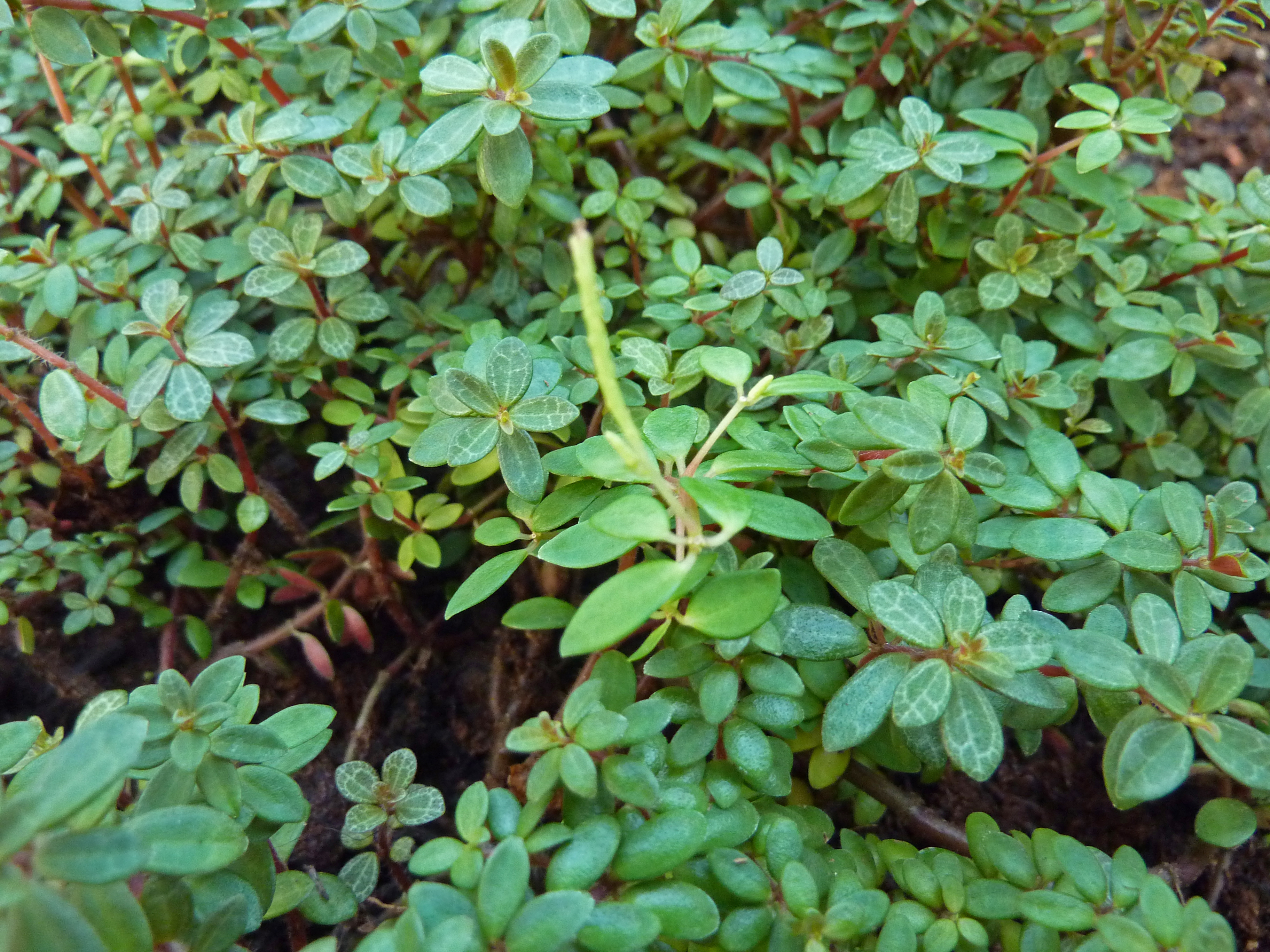
Peperomia rubella

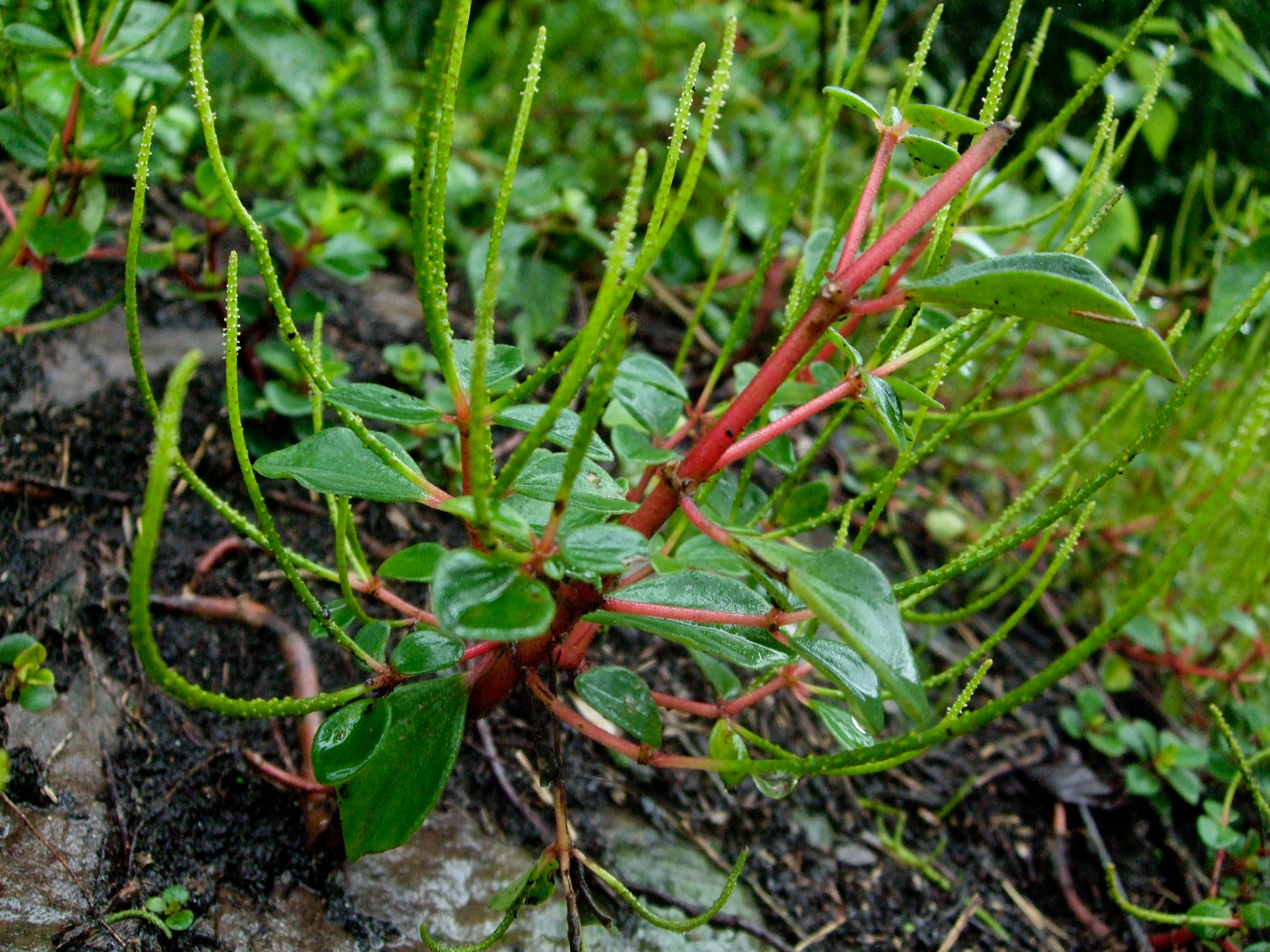
Peperomia sui

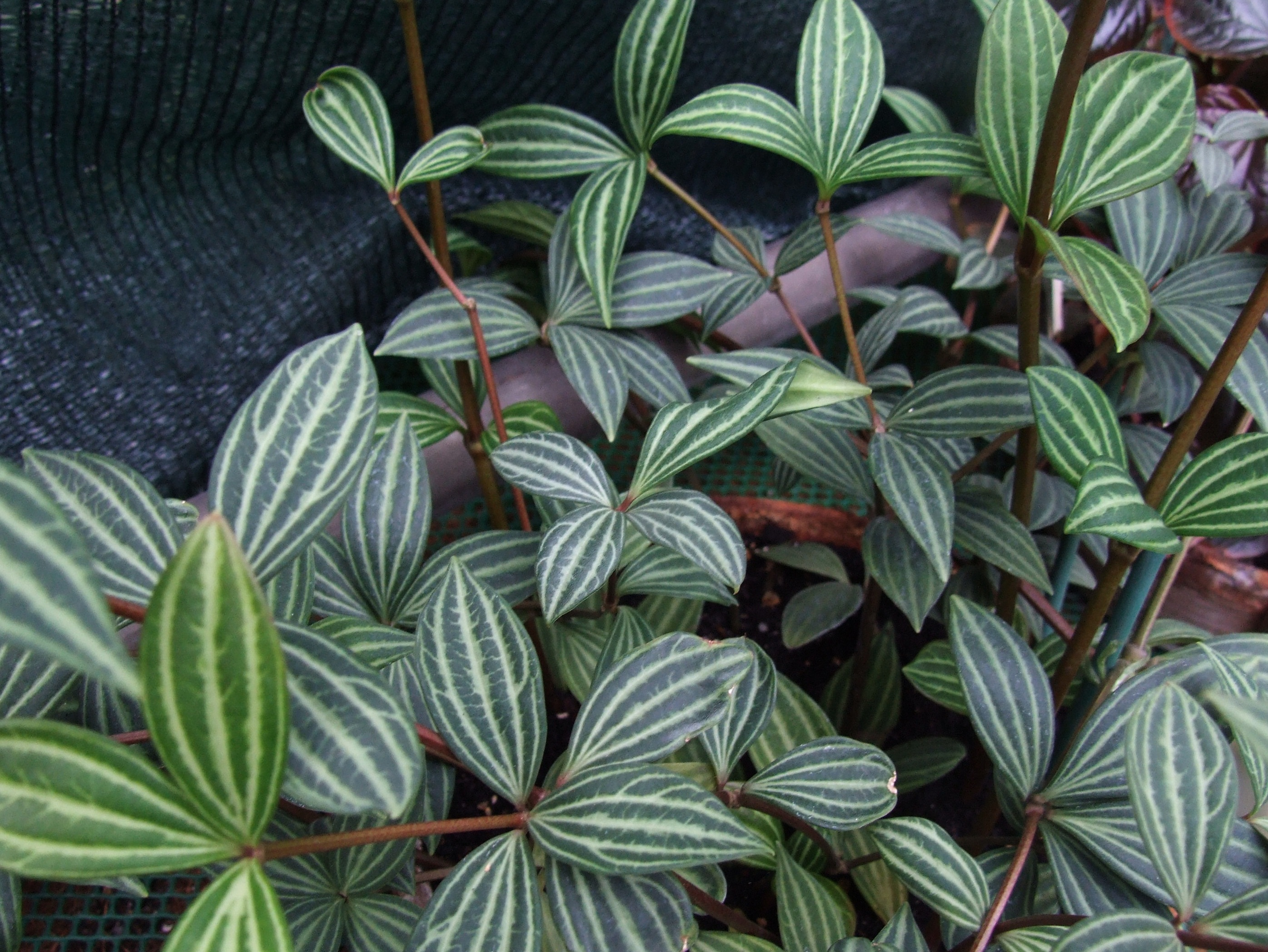
Peperomia tetragona

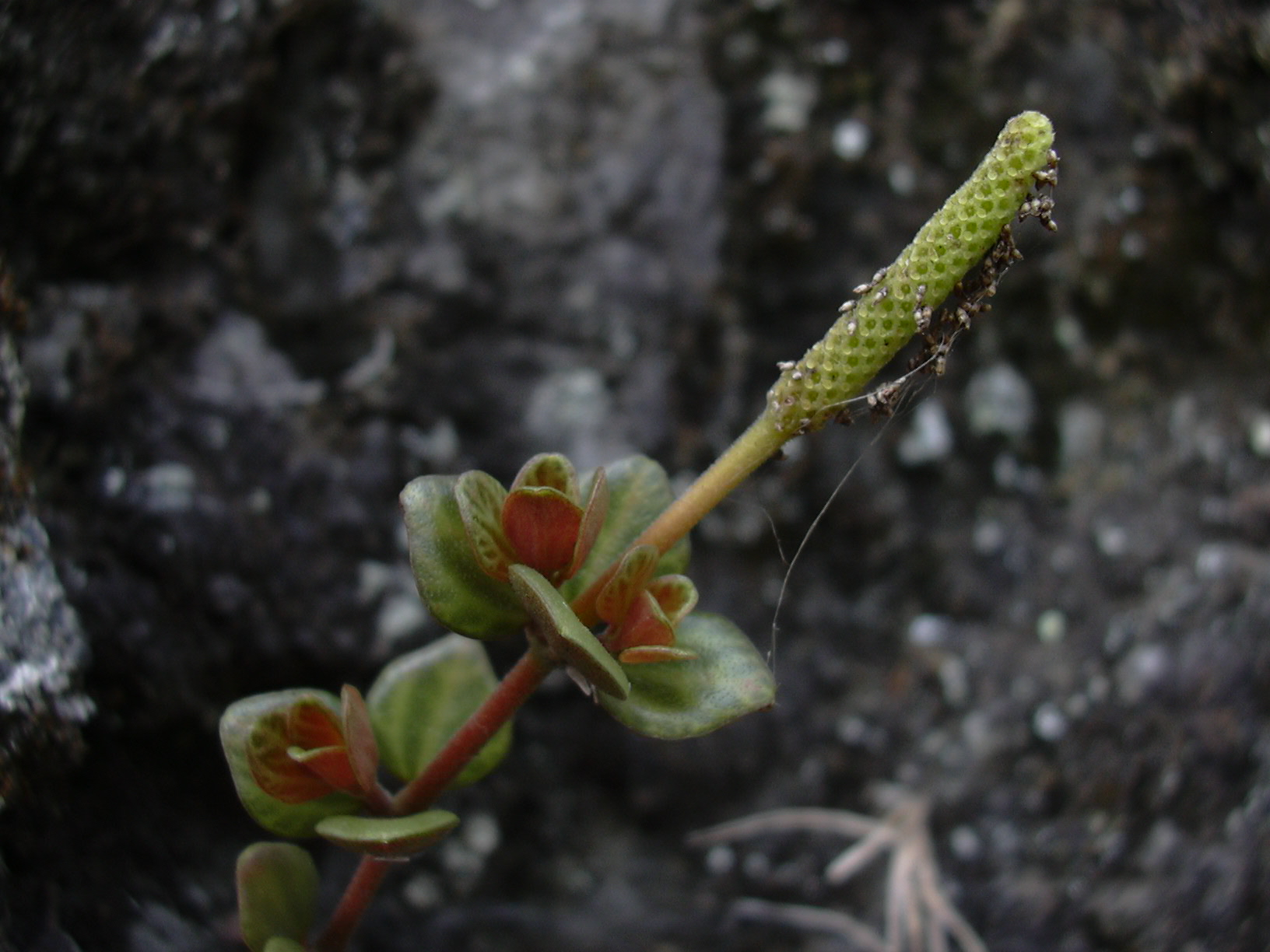
Peperomia tetraphylla

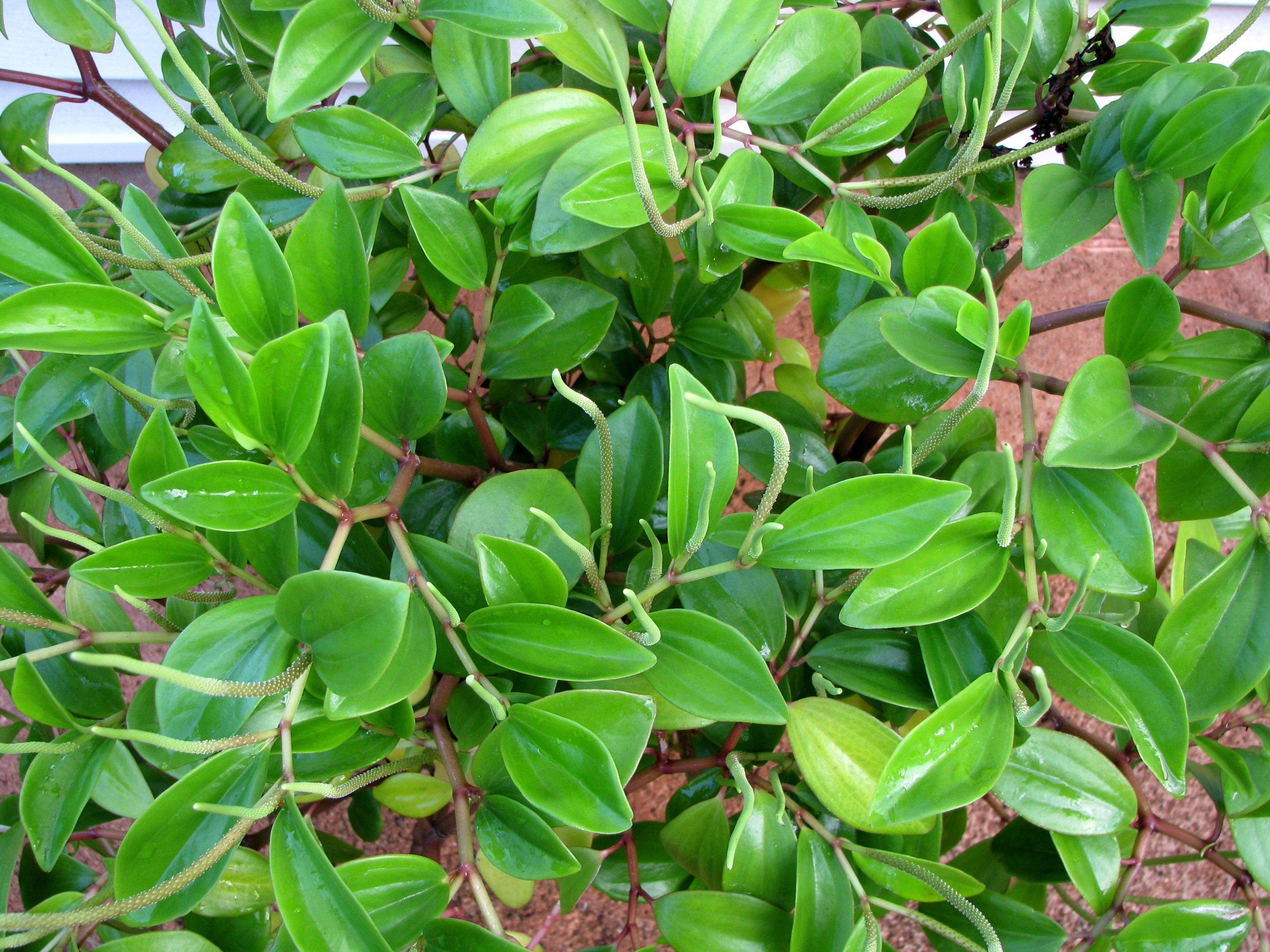
Peperomia wheeleri

- Peperomia abbreviatipes Trel. & Yunck.
- Peperomia abnormis Trel.
- Peperomia abyssinica Miq.
- Peperomia aceramarcana Trel.
- Peperomia aceroana C. DC.
- Peperomia acreana C. DC.
- Peperomia acuminata Ruiz & Pav.
- Peperomia acutifolia C. DC.
- Peperomia adenocarpa C. DC.
- Peperomia adscendens C.DC.
- Peperomia adsurgens Yunck.
- Peperomia aerea Trel.
- Peperomia agitata Trel. & Standl.
- Peperomia aguabonitensis Yunck.
- Peperomia aguaditana Trel. & Yunck.
- Peperomia aguilae Trel. & Yunck.
- Peperomia ainana Trel.
- Peperomia alata Ruiz & Pav.
- Peperomia alatiscapa Trel.
- Peperomia albert-smithii Trel. & Yunck.
- Peperomia albidiflora C. DC.
- Peperomia albonervosa G. Mathieu
- Peperomia albovittata C. DC.
- Peperomia aldrinii Villa
- Peperomia alegrensis Yunck.
- Peperomia alibacophylla Trel. & Yunck.
- Peperomia alismaefolia C. Presl
- Peperomia alpina (Sw.) A.Dietr.
- Peperomia alternifolia Yunck.
- Peperomia alwynii R. Callejas P. & Betancur
- Peperomia ambiguifolia Trel. & Yunck.
- Peperomia amnicola Trel.
- Peperomia amphitricha Trel.
- Peperomia amphoricarpa Trel.
- Peperomia ampla (Trel.) G. Mathieu
- Peperomia amplexicaulis (Sw.) A. Dietr.
- Peperomia andicola Dahlst.
- Peperomia andrei C. DC.
- Peperomia angustata Kunth
- Peperomia anomala Sodiro
- Peperomia antoniana Trel.
- Peperomia apiahyensis Yunck.
- Peperomia apodophylla Trel. & Yunck.
- Peperomia apodostachya Yunck.
- Peperomia apurimacana Trel.
- Peperomia arabica Miq.
- Peperomia arboricola C. DC.
- Peperomia arborigaudens Trel.
- Peperomia arboriseda C. DC.
- Peperomia arbuscula Yunck.
- Peperomia arctebaccata Trel.
- Peperomia arcuatispica Trel.
- Peperomia arenillasensis Yunck.
- Peperomia areolata Trel.
- Peperomia argenteobracteata Trel. & Yunck.
- Peperomia argumentos Trel.
- Peperomia argyreia (Hook.f.) E.Morren – peperomia srebrzysta
- Peperomia argyroneura Lauterb. & K. Schum.
- Peperomia arifolia Miq.
- Peperomia arifolioides Yunck.
- Peperomia aristeguietae Steyerm.
- Peperomia armadana C. DC.
- Peperomia armondii Yunck.
- Peperomia armstrongii Villa
- Peperomia aroensis Steyerm.
- Peperomia arthurii Trel. & Yunck.
- Peperomia asarifolia Schltdl.
- Peperomia asperula Hutchison & Rauh
- Peperomia asplundii Yunck.
- Peperomia asterophylla Trel.
- Peperomia astyla Trel.
- Peperomia augescens Miq.
- Peperomia aurorana Trel. & Standl.
- Peperomia austin-smithii W.C. Burger
- Peperomia ayacuchana Trel.
- Peperomia bajana Trel. & Yunck.
- Peperomia balansana C.DC.
- Peperomia balfourii C.DC.
- Peperomia bangii C. DC.
- Peperomia bangrooana C.DC.
- Peperomia barbarana C.DC.
- Peperomia barbaranoides Yunck.
- Peperomia barbensis (Dahlst.) Trel.
- Peperomia barbinodis Trel.
- Peperomia barbulata (C. DC.) R. Callejas P.
- Peperomia baroni Baker
- Peperomia barryana R. Callejas P.
- Peperomia basiradicans G. Mathieu
- Peperomia bella Yunck.
- Peperomia bellatula Yunck.
- Peperomia berlandieri Miq.
- Peperomia bermudezana Trel.
- Peperomia bernieriana Miq.
- Peperomia bernouillii C.DC.
- Peperomia berryi Steyerm.
- Peperomia berteroana Miq.
- Peperomia biamenta Trel. & Yunck.
- Peperomia bicolor Sodiro
- Peperomia biformis C. DC.
- Peperomia bilobulata C. DC.
- Peperomia blackii Yunck.
- Peperomia blanda (Jacq.) Kunth
- Peperomia blephariphylla Trel. & Yunck.
- Peperomia blepharipus Trel.
- Peperomia boekei R. Callejas P.
- Peperomia boivinii C. DC.
- Peperomia bopiana Trel.
- Peperomia borbonense C. DC.
- Peperomia borburatensis Steyerm.
- Peperomia botterii C. DC.
- Peperomia bourgeaui C. DC.
- Peperomia brachytricha Baker
- Peperomia bracteata A.W. Hill
- Peperomia bracteispica Trel.
- Peperomia bradei Yunck.
- Peperomia brasiliensis (Miq.) Miq.
- Peperomia brevihirtella Yunck.
- Peperomia brevipeduncula (C. DC.) Trel.
- Peperomia brevipes (Benth.) C. DC.
- Peperomia brevispica C. DC.
- Peperomia brittonii C. DC.
- Peperomia brujensis R. Callejas P.
- Peperomia buchtienii Yunck.
- Peperomia buxifolia Sodiro
- Peperomia cacaophila Trel. & Yunck.
- Peperomia cachabiana C. DC.
- Peperomia caducifolia Trel.
- Peperomia caducipilosa Trel.
- Peperomia caespitosa C. DC.
- Peperomia cainarachiana Yunck.
- Peperomia calderoniae Barrios, Cota & Medina-Cota
- Peperomia caliginigaudens Trel. & Yunck.
- Peperomia calvescens Trel.
- Peperomia calvicaulis C.DC.
- Peperomia cambuquirana Trel.
- Peperomia campanum R. Callejas P.
- Peperomia campinasana C. DC.
- Peperomia camptotricha Miq.
- Peperomia canaminana Trel.
- Peperomia candelaber Trel.
- Peperomia candida Miq.
- Peperomia cangrejalana Trel.
- Peperomia caniana Trel.
- Peperomia caperata Yunck. – peperomia kędzierzawa
- Peperomia caraboboensis Steyerm. & Bunting
- Peperomia cardenasii Trel.
- Peperomia carnevalii Steyerm.
- Peperomia carnifolia Yunck.
- Peperomia carpapatana Trel.
- Peperomia carpinterana C.DC.
- Peperomia carrapana Trel.
- Peperomia casapiana C. DC.
- Peperomia castelosensis Yunck.
- Peperomia catharinae Miq.
- Peperomia caucana C. DC.
- Peperomia caudulilimba C. DC.
- Peperomia cavaleriei C. DC.
- Peperomia cavispicata G. Mathieu
- Peperomia celiae Yunck.
- Peperomia cerea Trel.
- Peperomia ceroderma Yunck.
- Peperomia chachapoyasensis C. DC.
- Peperomia chalhuapuquiana Trel.
- Peperomia chanchamayana Trel.
- Peperomia chapensis Steyerm.
- Peperomia chicamochana Trel. & Yunck.
- Peperomia chigorodoana Yunck.
- Peperomia chimboana C. DC.
- Peperomia chlorodisca Diels
- Peperomia choritana Trel.
- Peperomia choroniana C.DC.
- Peperomia chromatogena Yunck.
- Peperomia chrysleri Yunck.
- Peperomia chrysolepida Trel.
- Peperomia ciliaris C. DC.
- Peperomia ciliatifolia Trel.
- Peperomia ciliato-caespitosa M. Carvalho-Silva & E.F. Guim.
- Peperomia cilibractea C. DC.
- Peperomia ciliolibractea C. DC.
- Peperomia ciliosa C. DC.
- Peperomia circinnata Link
- Peperomia cladara Yunck.
- Peperomia claudii C. DC.
- Peperomia claussenii Yunck.
- Peperomia clavatispica Trel. & Yunck.
- Peperomia claytonioides Kunth
- Peperomia clivicola Yunck.
- Peperomia clivigaudens Yunck.
- Peperomia clusiifolia (Jacq.) Hook. – peperomia kluzjolistna
- Peperomia coatzalcoalcosensis Trel.
- Peperomia cobana C.DC.
- Peperomia cocleana Trel.
- Peperomia cogniauxii Urb.
- Peperomia collinsii Villa
- Peperomia coloniae Trel.
- Peperomia colorata Kunth
- Peperomia columella Rauh & Hutchison
- Peperomia columnaris Hutchison
- Peperomia comaltitlanensis R. Callejas P.
- Peperomia comarapana C. DC.
- Peperomia commersonii Baill.
- Peperomia concava Ruiz & Pav.
- Peperomia confertispica Trel.
- Peperomia congerro Trel. & Yunck.
- Peperomia congesta Kunth
- Peperomia congestispica Trel.
- Peperomia congona Sodiro
- Peperomia connixa Trel. & Yunck.
- Peperomia consoquitlana C. DC.
- Peperomia conturbans Trel. & Yunck.
- Peperomia cookiana C. DC.
- Peperomia coquimbensis Skottsb.
- Peperomia cordata Trel. & Yunck.
- Peperomia cordigera Dahlst.
- Peperomia cordovana C. DC.
- Peperomia cordulata C. DC.
- Peperomia cordulatiformis Trel.
- Peperomia cordulilimba C. DC.
- Peperomia cornifolia C. DC.
- Peperomia coroicoensis Yunck.
- Peperomia cotoneasterifolia Trel.
- Peperomia cotyledon Benth.
- Peperomia cowanii Yunck.
- Peperomia cranwelliae Yunck.
- Peperomia crassicaulis Fawc. & Rendle
- Peperomia crassulaecaulis Trel.
- Peperomia crinicaulis C. DC.
- Peperomia crinigera Trel.
- Peperomia crispa Sodiro
- Peperomia crispipetiola Trel.
- Peperomia croizatiana Steyerm.
- Peperomia crotalophora Trel.
- Peperomia cruentata Trel.
- Peperomia crusculibacca Trel.
- Peperomia crypticola C. DC.
- Peperomia cryptostachya Trel. & Yunck.
- Peperomia crystallina Ruiz & Pav.
- Peperomia cubugonana Trel. & Yunck.
- Peperomia cuchumatanica Véliz
- Peperomia cumbreana Trel. & Yunck.
- Peperomia cumulicola Small
- Peperomia cundinamarcana Trel. & Yunck.
- Peperomia cuprea Trel.
- Peperomia currucaeformis Trel.
- Peperomia curticaulis Trel.
- Peperomia curtipes Trel.
- Peperomia cushiana Trel.
- Peperomia cusilluyocana Trel.
- Peperomia cuspidilimba C. DC.
- Peperomia cyclaminoides A.W. Hill
- Peperomia cyclophylla Miq.
- Peperomia daguana Trel. & Yunck.
- Peperomia dahlstedtii C. DC.
- Peperomia darienensis R. Callejas P.
- Peperomia dasystachya Miq.
- Peperomia dauleana C. DC.
- Peperomia davidsonii Yunck.
- Peperomia dawsonii Trel.
- Peperomia debilipes Trel.
- Peperomia deceptrix Trel.
- Peperomia decora Dahlst.
- Peperomia decurrens C.DC.
- Peperomia deficiens Trel.
- Peperomia defluens Trel.
- Peperomia defoliata C. DC.
- Peperomia degeneri Yunck.
- Peperomia delascioi Steyerm.
- Peperomia delicatula Henschen
- Peperomia dendrophila Schltdl.
- Peperomia densifolia C. DC.
- Peperomia denticularis Dahl
- Peperomia dependens Ruiz & Pav.
- Peperomia deppeana Schltdl. & Cham.
- Peperomia dextrilaeva H. St. John
- Peperomia diaphanoides Dahlst.
- Peperomia dichotoma Regel
- Peperomia digitinervia Trel.
- Peperomia dimota Trel. & Yunck.
- Peperomia discifolia Sodiro
- Peperomia discilimba Trel. & Yunck.
- Peperomia disjunctiflora Yunck.
- Peperomia distachya (L.) A.Dietr.
- Peperomia divaricata Yunck.
- Peperomia doellii Phil.
- Peperomia dolabella Rauh & Kimnach
- Peperomia dolabriformis Kunth
- Peperomia donaguiana C. DC.
- Peperomia donnell-smithii C.DC.
- Peperomia dorstenioides Standl. & Steyerm.
- Peperomia drapeta Trel.
- Peperomia dryadum C. DC.
- Peperomia duartei Yunck.
- Peperomia dubia Balle
- Peperomia duendensis Yunck.
- Peperomia duidana Trel.
- Peperomia durandii C.DC.
- Peperomia duricaulis Trel.
- Peperomia dusenii C. DC.
- Peperomia ebingeri Yunck.
- Peperomia eburnea Sodiro
- Peperomia ecuadorensis C. DC.
- Peperomia eekana C. DC.
- Peperomia effusa Yunck.
- Peperomia efimbriata Trel.
- Peperomia egleri Yunck.
- Peperomia elata C.DC.
- Peperomia elatior G. Mathieu
- Peperomia elegans C. DC.
- Peperomia elegantifolia Trel.
- Peperomia elliptica (Lam.) A. Dietr.
- Peperomia ellipticibacca C. DC.
- Peperomia ellipticorhombea C. DC.
- Peperomia ellsworthii Trel. & Yunck.
- Peperomia elongata Kunth
- Peperomia elsana Trel. & Yunck.
- Peperomia emarginella (Sw. ex Wikstr.) C.DC.
- Peperomia emarginulata C.DC.
- Peperomia emiliana C.DC.
- Peperomia enantiostachya C.DC.
- Peperomia enckeaefolia Trel.
- Peperomia endlichii C. DC.
- Peperomia enenyasensis Trel.
- Peperomia epidendron C. DC.
- Peperomia epipetrica R. Callejas P.
- Peperomia eripipunctulata Trel.
- Peperomia erythroclada C. DC.
- Peperomia erythrocorma Trel.
- Peperomia erythrostachya Trel.
- Peperomia esmeraldana C. DC.
- Peperomia esperanzana Trel.
- Peperomia espinosae Yunck.
- Peperomia estaminea C. DC.
- Peperomia estrellana Trel.
- Peperomia ewanii Trel. & Yunck.
- Peperomia exclamationis G. Mathieu
- Peperomia exigua (Blume) Miq.
- Peperomia exiguispica Trel.
- Peperomia exilamenta Trel.
- Peperomia exiliramea Trel.
- Peperomia expallescens C.DC.
- Peperomia fagerlindii Yunck.
- Peperomia falanana Trel. & Yunck.
- Peperomia falconensis Steyerm.
- Peperomia falsa A.W. Hill
- Peperomia famelica Trel.
- Peperomia farctifolia Trel. & Yunck.
- Peperomia fendleriana C.DC.
- Peperomia fernandeziana Miq.
- Peperomia fernandopoiana C. DC.
- Peperomia ferreyrae Yunck.
- Peperomia ficta Trel.
- Peperomia fiebrigii C. DC.
- Peperomia filicaulis C. DC.
- Peperomia filiformis Ruiz & Pav.
- Peperomia fissicola Trel.
- Peperomia fissispica Trel.
- Peperomia flabilis Trel.
- Peperomia flavamenta Trel.
- Peperomia flavescens C. DC.
- Peperomia flavescentifolia Trel.
- Peperomia flexicaulis Wawra
- Peperomia floresensis Trel.
- Peperomia floribunda (Miq.) Dahlst.
- Peperomia fluviatilis Yunck.
- Peperomia foliata Trel.
- Peperomia foliiflora Ruiz & Pav.
- Peperomia foliosa Kunth
- Peperomia folsomii R. Callejas P.
- Peperomia forbesii Yunck.
- Peperomia fortipes Trel.
- Peperomia fournieri C. DC.
- Peperomia foveolata Steyerm.
- Peperomia fragilis Yunck.
- Peperomia fragilissima Trel.
- Peperomia fragrans C.DC.
- Peperomia fragrantissima Trel. & Yunck.
- Peperomia fraseri C. DC.
- Peperomia friabilis Trel.
- Peperomia fruticetorum C. DC.
- Peperomia fugax C. DC.
- Peperomia fulvescens Yunck.
- Peperomia fundacionensis Steyerm.
- Peperomia furcata Opiz
- Peperomia fuscipunctata Yunck.
- Peperomia fuscispica C. DC.
- Peperomia gabinetensis Trel. & Yunck.
- Peperomia galeottiana Hook.
- Peperomia galeottii Miq.
- Peperomia galioides Kunth
- Peperomia garcia-barrigana Trel. & Yunck.
- Peperomia gardneriana Miq.
- Peperomia gaultheriifolia Sodiro
- Peperomia gayi C. DC.
- Peperomia gehrigeri Trel. & Yunck.
- Peperomia gentryi Steyerm.
- Peperomia gerardoi R. Callejas P.
- Peperomia gibba C. DC.
- Peperomia glabella (Sw.) A.Dietr. – peperomia gładka
- Peperomia glabrilimba C. DC.
- Peperomia glabrirhachis Trel.
- Peperomia glandulosa C. DC.
- Peperomia glareosa Trel.
- Peperomia glazioui C. DC.
- Peperomia gleicheniiformis Trel.
- Peperomia globosibacca C. DC.
- Peperomia globulanthera C.DC.
- Peperomia gorgonillana Trel. & Yunck.
- Peperomia gracieana Görts
- Peperomia gracilicaulis Yunck.
- Peperomia gracilis C. DC.
- Peperomia gracillima S. Watson
- Peperomia granulata Trel. & Yunck.
- Peperomia granulatifolia Trel.
- Peperomia granulatilimba Trel.
- Peperomia granulosa Trel.
- Peperomia graveolens Rauh & Barthlott
- Peperomia griggsii C. DC.
- Peperomia grisarii C. DC.
- Peperomia guadalupana Trel. & Yunck.
- Peperomia guaiquinimana Trel. & Yunck.
- Peperomia guapilesiana Trel.
- Peperomia guarujana C.DC.
- Peperomia guatemalensis C.DC. ex Donn.Sm.
- Peperomia guayaquilensis (Miq.) C. DC.
- Peperomia guayrapurana Trel.
- Peperomia gucayana Trel.
- Peperomia gutierrezana Yunck.
- Peperomia guttulata Sodiro
- Peperomia gymnophylla C.DC.
- Peperomia hadrostachya Yunck.
- Peperomia haematolepis Trel.
- Peperomia haenkeana Opiz
- Peperomia hamiltonianifolia Trel.
- Peperomia hammelii Grayum
- Peperomia hartmannii C. DC.
- Peperomia hartwegiana Miq.
- Peperomia haughtii Trel. & Yunck.
- Peperomia haupuensis St.John
- Peperomia hawaiensis C. DC.
- Peperomia hebetata Trel. & Yunck.
- Peperomia helleri C. DC.
- Peperomia hemmendorffii Yunck.
- Peperomia hernandiifolia (Vahl) A.Dietr.
- Peperomia herrerae Trel.
- Peperomia herzogii C. DC.
- Peperomia hesperomannii Wawra
- Peperomia heterodoxa Standl. & Steyerm.
- Peperomia heterophylla Miq.
- Peperomia heterostachya A. Dietr.
- Peperomia heyneana Miq.
- Peperomia hilariana Miq.
- Peperomia hildebrandtii Vatke ex C. DC.
- Peperomia hillii Trel.
- Peperomia hintonii Yunck.
- Peperomia hirta C.DC.
- Peperomia hirtellicaulis Yunck.
- Peperomia hirtipeduncula C. DC.
- Peperomia hirtipetiola C. DC.
- Peperomia hispidosa Dahlst.
- Peperomia hispidula (Sw.) A.Dietr.
- Peperomia hispiduliformis Trel.
- Peperomia hodgei Yunck.
- Peperomia hoffmannii C. DC.
- Peperomia hondoana Trel. & Standl.
- Peperomia honigii Steyerm.
- Peperomia huacapistanana Trel.
- Peperomia huallagana Trel.
- Peperomia huantana Trel.
- Peperomia huanucoana Trel.
- Peperomia huatuscoana C. DC.
- Peperomia huberi C. DC.
- Peperomia humifusa Yunck.
- Peperomia humulariefolia Kunth
- Peperomia hutchisonii Yunck.
- Peperomia hydnostachya (Trel.) R. Callejas P.
- Peperomia hydrocotyloides Miq.
- Peperomia hygrophiloides C.DC.
- Peperomia hylophila C.DC.
- Peperomia hypoleuca Miq.
- Peperomia hyporhoda Trel.
- Peperomia ibiramana Yunck.
- Peperomia ilaloensis Sodiro
- Peperomia imbracteata Yunck.
- Peperomia imerinae C. DC.
- Peperomia immolata Trel. & Yunck.
- Peperomia inaequalifolia Ruiz & Pav.
- Peperomia inaequalilimba C. DC.
- Peperomia inaequilatera Trel.
- Peperomia incana (Haw.) A. Dietr. – peperomia szara
- Peperomia incisa Trel.
- Peperomia incognita R. Callejas P.
- Peperomia inconspicua C. DC.
- Peperomia induratifolia Trel.
- Peperomia infralutea Trel. & Yunck.
- Peperomia insueta Trel.
- Peperomia involucrata Sodiro
- Peperomia itatiaiana Yunck.
- Peperomia itayana Trel.
- Peperomia jaliscana S. Watson
- Peperomia jamesoniana (Miq.) C.DC.
- Peperomia josei Yunck.
- Peperomia juniniana Trel.
- Peperomia juruana C. DC.
- Peperomia kalihiana Yunck.
- Peperomia kalimatina C. DC.
- Peperomia kamerunana C. DC.
- Peperomia killipii Trel.
- Peperomia kipahuluensis H. St. John & Lamoureux
- Peperomia klotzschiana Miq.
- Peperomia klugiana Trel. & Yunck.
- Peperomia kokeana Yunck.
- Peperomia koolauana C. DC.
- Peperomia kulensis Yunck.
- Peperomia kuntzei C. DC.
- Peperomia la-sierrana Trel. & Yunck.
- Peperomia laevifolia (Blume) Miq.
- Peperomia lanceolata C.DC.
- Peperomia lanceolatopeltata C.DC.
- Peperomia lancifolia Hook.
- Peperomia lancifolioidea W.C. Burger
- Peperomia lanosa Trel.
- Peperomia latifolia Miq.
- Peperomia latilimba Yunck.
- Peperomia lawrancei Trel. & Yunck.
- Peperomia laxiflora Kunth
- Peperomia lehmannii C. DC.
- Peperomia lepadiphylla Trel.
- Peperomia leptostachya Hook. & Arn.
- Peperomia leucanthera C. DC.
- Peperomia leuconeura Trel.
- Peperomia leucorrhachis Sodiro ex C. DC.
- Peperomia leucostachya C. DC.
- Peperomia liebmannii C. DC.
- Peperomia liesneri Steyerm.
- Peperomia lignescens C.DC.
- Peperomia ligustrina Hillebr.
- Peperomia liliifolia C. DC.
- Peperomia lilloi C.DC.
- Peperomia linaresii Véliz
- Peperomia lindeniana Miq.
- Peperomia lindleyana DC.
- Peperomia litana Trel. & Yunck.
- Peperomia loefgrenii Yunck.
- Peperomia longibracteolata R. Callejas P.
- Peperomia longipedunculata Opiz
- Peperomia longipetiolata Trel. & Yunck.
- Peperomia longipila C. DC.
- Peperomia longisetosa R. Callejas P.
- Peperomia lorentzii C. DC. ex Kuntze
- Peperomia loucoubeana C. DC.
- Peperomia loxensis Kunth
- Peperomia luisana Trel. & Standl.
- Peperomia lyallii C. DC.
- Peperomia lyman-smithii Yunck.
- Peperomia macbrideana Trel.
- Peperomia macraeana C. DC.
- Peperomia macrandra C. DC.
- Peperomia macrorhiza Kunth
- Peperomia macrorostrum R. Callejas P.
- Peperomia macrostachya (Vahl) A.Dietr.
- Peperomia macrothyrsa Miq.
- Peperomia macrotricha C. DC.
- Peperomia maculosa (L.) Hook.
- Peperomia magnoliifolia (Jacq.) A.Dietr. – peperomia magnoliolistna
- Peperomia maguirei Yunck.
- Peperomia majalis Trel.
- Peperomia mala Trel.
- Peperomia mameiana C. DC.
- Peperomia manabina C. DC.
- Peperomia manarae Steyerm.
- Peperomia mandioccana Miq.
- Peperomia mandonii C. DC.
- Peperomia mapulehuana Yunck.
- Peperomia marahuacensis Steyerm.
- Peperomia maransara Trel.
- Peperomia marcapatana Trel.
- Peperomia marcoana C. DC.
- Peperomia margaritifera Bertero ex Hook.
- Peperomia marginata Miq.
- Peperomia marmorata Hook. f.
- Peperomia marshalliana Trel.
- Peperomia martiana Miq.
- Peperomia mathewsiana Miq.
- Peperomia matlalucaensis C.DC.
- Peperomia mauiensis Wawra
- Peperomia maunakeana C. DC.
- Peperomia maypurensis Kunth
- Peperomia megalepis Trel.
- Peperomia megalopoda Trel.
- Peperomia megapoda Trel.
- Peperomia megapotamica Dahlst.
- Peperomia membranacea Hook. & Arn.
- Peperomia mercedana C. DC.
- Peperomia meridana Yunck.
- Peperomia mesitasana Trel. & Yunck.
- Peperomia metallica Linden & Rodigas
- Peperomia metapalcoensis C. DC.
- Peperomia metcalfii Trel. & Yunck.
- Peperomia microlepis Trel.
- Peperomia micromamillata Trel.
- Peperomia micromerioides Sodiro
- Peperomia microphylla Kunth
- Peperomia microphyllophora Trel. & Yunck.
- Peperomia millei Sodiro
- Peperomia milvifolia Trel.
- Peperomia minarum Standl. & Steyerm.
- Peperomia minensis Henschen
- Peperomia minuta A.W. Hill
- Peperomia miqueliana C. DC.
- Peperomia mishuyacana Trel.
- Peperomia misionense Yunck.
- Peperomia mitchelioides Sodiro
- Peperomia mocoana Yunck.
- Peperomia mocquerysi C. DC.
- Peperomia modicilimba C. DC.
- Peperomia molleri C.DC.
- Peperomia mollipubis Trel.
- Peperomia mollis Kunth
- Peperomia mollisoides Yunck.
- Peperomia monospicata R. Callejas P.
- Peperomia monostachya Ruiz & Pav.
- Peperomia montana C. DC.
- Peperomia montecristana Trel.
- Peperomia monticola Miq.
- Peperomia montis-verticis Trel.
- Peperomia montium C.DC.
- Peperomia moralesii Véliz
- Peperomia morungavana Yunck.
- Peperomia mosenii Dahlst.
- Peperomia muelleri C. DC.
- Peperomia multifolia Yunck.
- Peperomia multiformis Trel.
- Peperomia multispica C. DC.
- Peperomia muscigaudens C. DC.
- Peperomia muscipara Trel. & Yunck.
- Peperomia myrtifolia (Vahl) A. Dietr.
- Peperomia naevifolia Trel.
- Peperomia nakaharai Hayata
- Peperomia nana C. DC.
- Peperomia naviculaefolia Trel.
- Peperomia neblinana Yunck.
- Peperomia nebuligaudens Trel.
- Peperomia nequejahuirana Trel.
- Peperomia nigricans Trel.
- Peperomia nigro-ungulata Trel. & Yunck.
- Peperomia nigrooculata Trel.
- Peperomia nitida Dahlst.
- Peperomia nivalis Miq.
- Peperomia nizaitoensis C. DC.
- Peperomia nonalata Trel.
- Peperomia nonhispidula Trel.
- Peperomia nossibeana C. DC.
- Peperomia nudicaulis C. DC.
- Peperomia nudifolia C. DC.
- Peperomia nummularioides Griseb.
- Peperomia oahuensis C. DC.
- Peperomia obcordata C. Presl
- Peperomia obcordatifolia Trel.
- Peperomia obex Trel.
- Peperomia obliqua Ruiz & Pav.
- Peperomia obovalifolia R. Callejas P.
- Peperomia obovalis Trel. & Yunck.
- Peperomia obruenda Trel.
- Peperomia obscurifolia C.DC.
- Peperomia obtusifolia (L.) A.Dietr. – peperomia tępolistna
- Peperomia occulta G. Mathieu
- Peperomia ocumarana Trel. & Yunck.
- Peperomia oerstedii C. DC.
- Peperomia olivacea C.DC.
- Peperomia ollantaitambona Trel.
- Peperomia opiziana A. Dietr.
- Peperomia oreophila Henschen
- Peperomia oscarii Trel. & Yunck.
- Peperomia ouabianae C.DC.
- Peperomia ovatopeltata C. DC.
- Peperomia oxyphylla C. DC.
- Peperomia pachiteana Trel.
- Peperomia pachystachya C. DC.
- Peperomia painteri Trel.
- Peperomia pakipski C. DC.
- Peperomia palcana C. DC.
- Peperomia palmana C.DC.
- Peperomia palmiriensis C. DC.
- Peperomia pampalcana Trel.
- Peperomia pandiana C. DC.
- Peperomia papantlacensis C. DC.
- Peperomia papillispica C.DC.
- Peperomia paradoxa Diels
- Peperomia paramuna R. Callejas P.
- Peperomia parasitica C. DC.
- Peperomia parcifolia C. DC.
- Peperomia pariensis Steyerm.
- Peperomia parnassiifolia Miq.
- Peperomia parryana Trel.
- Peperomia parva Trel.
- Peperomia parvifolia C. DC.
- Peperomia parvilimba C. DC.
- Peperomia parvipunctulata Trel.
- Peperomia parvula Hillebr.
- Peperomia pascuicola C.DC.
- Peperomia patula C.DC.
- Peperomia pavoniana C. DC.
- Peperomia pearcei Trel.
- Peperomia pecuniifolia Trel. & Standl.
- Peperomia pedicellata Dahlst.
- Peperomia pellucida (L.) Kunth
- Peperomia pellucidoides Yunck.
- Peperomia peltaphylla Trel. & Yunck.
- Peperomia peltifolia C. DC.
- Peperomia peltigera C. DC.
- Peperomia peltilimba C.DC. ex Trel.
- Peperomia peltoidea Kunth
- Peperomia pendulicaulis C. DC.
- Peperomia penduliramea Yunck.
- Peperomia pentadactyla Yunck.
- Peperomia peploides Kunth
- Peperomia percalvescens Trel.
- Peperomia perciliata Yunck.
- Peperomia pereirae Yunck.
- Peperomia pereneana Trel.
- Peperomia pereskiifolia (Jacq.) Kunth
- Peperomia perforata Opiz
- Peperomia perglandulosa Yunck.
- Peperomia perhispidula C. DC.
- Peperomia perlongicaulis Yunck.
- Peperomia perlongipedunculata Trel. & Yunck.
- Peperomia perlongispica Yunck.
- Peperomia pernambucensis Miq.
- Peperomia persuculenta Yunck.
- Peperomia persulcata Yunck.
- Peperomia pertomentella Trel.
- Peperomia peruviana Dahlst.
- Peperomia petiolata Hook. f.
- Peperomia petraea C. DC.
- Peperomia petrophila C.DC.
- Peperomia philipsonii Yunck.
- Peperomia phyllantha Opiz
- Peperomia phyllanthopsis Trel. & Yunck.
- Peperomia pichinchae C. DC.
- Peperomia pichisensis Trel.
- Peperomia pilicaulis C. DC.
- Peperomia pilifera Trel.
- Peperomia pilipetiolata R. Callejas P.
- Peperomia pillahuatana Trel.
- Peperomia pilosa Ruiz & Pav.
- Peperomia pinedoana Trel.
- Peperomia pitiguayana Trel.
- Peperomia pittieri C.DC.
- Peperomia playapampana Trel.
- Peperomia pleiomorpha Trel.
- Peperomia plicatifolia Trel.
- Peperomia plurispica Trel.
- Peperomia poasana C.DC.
- Peperomia pololuana Yunck.
- Peperomia polybotrya Kunth
- Peperomia polycephala Trel.
- Peperomia polymorpha Trel.
- Peperomia polystachya (Aiton) Hook.
- Peperomia pongoana Trel.
- Peperomia pontina Trel.
- Peperomia popayanensis Trel. & Yunck.
- Peperomia porphyridea Diels
- Peperomia porriginifera Trel. & Yunck.
- Peperomia portobellensis Beurl.
- Peperomia portuguesensis Steyerm.
- Peperomia portulacifolia Kunth
- Peperomia portulacoides (Lam.) Dieter.
- Peperomia potamophila R. Callejas P.
- Peperomia ppucu-ppucu Trel.
- Peperomia praematura Trel. & Yunck.
- Peperomia praeruptorum Trel.
- Peperomia praetenuis Trel.
- Peperomia pringlei C. DC.
- Peperomia procumbens C. DC.
- Peperomia profissa Trel.
- Peperomia prolifera Yunck.
- Peperomia prostrata B.S. Williams
- Peperomia pseudoalpina Trel.
- Peperomia pseudoalternifolia Trel. & Yunck.
- Peperomia pseudoasarifolia R. Callejas P.
- Peperomia pseudobcordata Yunck.
- Peperomia pseudocasarettii C.DC.
- Peperomia pseudocobana Yunck.
- Peperomia pseudoelata R. Callejas P.
- Peperomia pseudoestrellensis C. DC.
- Peperomia pseudofurcata C. DC.
- Peperomia pseudoglabella Steyerm.
- Peperomia pseudohirta R. Callejas P.
- Peperomia pseudohodgei R. Callejas P.
- Peperomia pseudomaculosa R. Callejas P.
- Peperomia pseudopereskiifolia C. DC.
- Peperomia pseudorhynchophoros C. DC.
- Peperomia pseudorufescens C. DC.
- Peperomia pseudosalicifolia Trel.
- Peperomia pseudosilvarum Yunck.
- Peperomia pseudoumbilicata Yunck.
- Peperomia pseudovariegata C. DC.
- Peperomia psilophylla C. DC.
- Peperomia psilostachya C.DC.
- Peperomia pteroneura C. DC.
- Peperomia puberula Baker
- Peperomia puberulaeformis Trel.
- Peperomia puberulibacca C. DC.
- Peperomia puberulicaulis Trel. & Yunck.
- Peperomia puberulilimba C.DC.
- Peperomia puberulipes Trel.
- Peperomia pubescentinervis Trel.
- Peperomia pubinervosa Trel.
- Peperomia pubipeduncula Yunck.
- Peperomia pubipetiola C. DC.
- Peperomia pubiramea Trel.
- Peperomia pubirhachis Yunck.
- Peperomia puerto-ospinana Trel. & Yunck.
- Peperomia pululaguana C. DC.
- Peperomia pumila Opiz
- Peperomia punctatilamina Trel. & Yunck.
- Peperomia punctulatissima Trel.
- Peperomia punicea Dahlst.
- Peperomia purpurea Ruiz & Pav.
- Peperomia purpurinervis C.DC.
- Peperomia purpurispicata R. Callejas P.
- Peperomia puteolifera Trel.
- Peperomia putlaensis G. Mathieu
- Peperomia putumayoensis Trel. & Yunck.
- Peperomia pyramidata Sodiro
- Peperomia quadrangularis (J.V.Thomps.) A.Dietr.
- Peperomia quadratifolia Trel.
- Peperomia quadricoma Trel.
- Peperomia quadrifolia (L.) Kunth
- Peperomia quaerata Trel.
- Peperomia quaesita Trel.
- Peperomia quaternata Miq.
- Peperomia questionis G. Mathieu
- Peperomia quimiriana Trel.
- Peperomia quispicanchiana Trel.
- Peperomia racemifolia Trel.
- Peperomia radicosa Yunck.
- Peperomia ramboi Yunck.
- Peperomia reflexa Kunth
- Peperomia regelii C. DC.
- Peperomia reineckei C. DC.
- Peperomia remyi C. DC.
- Peperomia renifolia Dahlst.
- Peperomia reptilis C. DC.
- Peperomia resediflora Linden & André
- Peperomia retivenulosa Yunck.
- Peperomia retropuberula Yunck.
- Peperomia retusa (L.f.) A.Dietr.
- Peperomia rhexiifolia Moritzi ex C.DC.
- Peperomia rhodophlebia Trel.
- Peperomia rhodophylla Trel.
- Peperomia rhombea Ruiz & Pav.
- Peperomia rhombeifolia Trel.
- Peperomia rhombeoelliptica Trel.
- Peperomia rhombiformis Trel.
- Peperomia rhombilimba Trel.
- Peperomia riedeliana Regel
- Peperomia rigidolimba C. DC.
- Peperomia rioblancoana Trel. & Yunck.
- Peperomia riocaliensis Trel. & Yunck.
- Peperomia riparia Yunck.
- Peperomia ripicola C.DC.
- Peperomia rizzinii Yunck.
- Peperomia robleana Trel. & Yunck.
- Peperomia robustior Urb.
- Peperomia rockii C. DC.
- Peperomia rodriguesiana Balf.f.
- Peperomia rosea Trel.
- Peperomia roseocaulis Yunck.
- Peperomia rostulatiformis Yunck.
- Peperomia rotundata Kunth
- Peperomia rotundifolia (L.) Kunth
- Peperomia rotundilimba C. DC.
- Peperomia rubea Trel.
- Peperomia rubens Trel.
- Peperomia rubescens C. DC.
- Peperomia rubramenta Trel. & Yunck.
- Peperomia rubricaulis (Nees) A.Dietr.
- Peperomia rubrifolia Trel.
- Peperomia rubrispica Trel.
- Peperomia rubrivenosa C. DC.
- Peperomia rubropunctulata C. DC.
- Peperomia rufescens C. DC.
- Peperomia rufescentifolia Trel.
- Peperomia rufispica Yunck.
- Peperomia rugata Trel.
- Peperomia rugatifolia Trel.
- Peperomia rugosa C.C. Berg, E.A. Mennega & Tolsma
- Peperomia rupiceda DC. ex A.W. Hill
- Peperomia rurrenabaqueana Trel.
- Peperomia rusbyi C. DC.
- Peperomia ruscifolia Kunth
- Peperomia sabaletasana Yunck.
- Peperomia sachatzinzumba Trel. & Yunck.
- Peperomia saintpauliella Grayum
- Peperomia salaminana Trel. & Yunck.
- Peperomia salangonis Trel. & Yunck.
- Peperomia salicifolia C. DC.
- Peperomia saligna Kunth
- Peperomia salmonicolor Trel.
- Peperomia san-carlosiana C.DC.
- Peperomia san-felipensis C.DC. ex Donn.Sm.
- Peperomia sanblasensis R. Callejas P.
- Peperomia sandemanii Yunck.
- Peperomia sandwicensis Miq.
- Peperomia sangabanensis Trel.
- Peperomia sanjoseana C. DC.
- Peperomia sanquininiana Trel. & Yunck.
- Peperomia sanroqueana Trel.
- Peperomia santacruzana Trel.
- Peperomia santaelisae C. DC.
- Peperomia santahelenae Trel.
- Peperomia santanderana Trel. & Yunck.
- Peperomia santiagoana Trel.
- Peperomia sarmentosa Sodiro
- Peperomia saxicola C. DC.
- Peperomia scabiosa Trel.
- Peperomia scandens Ruiz & Pav.
- Peperomia schenkiana Dahlst.
- Peperomia schizandra Trel.
- Peperomia schmidtii C. DC.
- Peperomia schomburgkii C. DC.
- Peperomia schultzei Trel. & Yunck.
- Peperomia schunkeana Trel.
- Peperomia schwackei C. DC.
- Peperomia sclerophylla Trel.
- Peperomia scottii R. Callejas P.
- Peperomia scutaleifolia Trel.
- Peperomia scutellaefolia Ruiz & Pav.
- Peperomia scutellariifolia Sodiro
- Peperomia scutifolia C. DC.
- Peperomia scutilimba Yunck.
- Peperomia secunda Ruiz & Pav.
- Peperomia seemanniana Miq.
- Peperomia seibertii Trel.
- Peperomia seleri C. DC.
- Peperomia semipuberula Trel. & Yunck.
- Peperomia semisupina Trel.
- Peperomia seposita Trel.
- Peperomia septemnervis Ruiz & Pav.
- Peperomia serpens (Sw.) Loudon – peperomia rozesłana
- Peperomia serpentarioides Miq.
- Peperomia sierpeana R. Callejas P.
- Peperomia siguatepequensis Trel.
- Peperomia silvarum C. DC.
- Peperomia silvicola C. DC.
- Peperomia simplex Desv. ex Ham.
- Peperomia simulans C.DC.
- Peperomia simuliformis R. Callejas P.
- Peperomia sincorana C. DC.
- Peperomia sintenisii C. DC.
- Peperomia sirupayana C. DC.
- Peperomia sisiana C. DC.
- Peperomia skottsbergii C. DC. ex Skottsb.
- Peperomia smithii Trel.
- Peperomia sneidernii Yunck.
- Peperomia socorronis Trel.
- Peperomia sodiroi C. DC.
- Peperomia soratana C. DC.
- Peperomia soukupii Trel.
- Peperomia spathophylla Dahlst.
- Peperomia spiculata Trel.
- Peperomia spruceana Benth. ex C.DC.
- Peperomia sprucei C. DC.
- Peperomia stehleana Trel.
- Peperomia steinbachii Yunck.
- Peperomia stelechophila C. DC.
- Peperomia stenocarpa Regel
- Peperomia stenostachya C. DC.
- Peperomia steyermarkii Yunck.
- Peperomia stilifera Yunck.
- Peperomia stipitifolia Trel.
- Peperomia stolonifera Kunth
- Peperomia strawii Hutchison ex Pino & Klopfenstein
- Peperomia striata Ruiz & Pav.
- Peperomia stroemfeltii Dahlst.
- Peperomia stuebelii C. DC.
- Peperomia subalata C. DC.
- Peperomia subandina Trel.
- Peperomia subblanda C. DC.
- Peperomia subcalvescens Trel.
- Peperomia subdiscoidea Sodiro
- Peperomia subemarginata Yunck.
- Peperomia subemarginulata (C. DC.) Trel.
- Peperomia subflaccida Yunck.
- Peperomia subgeminispica Trel.
- Peperomia suboppositifolia Yunck.
- Peperomia subpeltata (Willd.) A. Dietr.
- Peperomia subpetiolata Yunck.
- Peperomia subpilosa Yunck.
- Peperomia subpubistachya Yunck.
- Peperomia subrenifolia Trel. & Yunck.
- Peperomia subretusa Yunck.
- Peperomia subrubescens Yunck.
- Peperomia subrubricaulis C. DC.
- Peperomia subrubrispica C. DC.
- Peperomia subsericata Trel.
- Peperomia subsetifolia Yunck.
- Peperomia subspathulata Yunck.
- Peperomia substriata C. DC.
- Peperomia subternifolia Yunck.
- Peperomia subvillicaulis Trel.
- Peperomia succulenta C.DC.
- Peperomia suchitanensis Trel. & Standl.
- Peperomia sucumbiosensis Yunck.
- Peperomia sulcata C. DC.
- Peperomia sumichrastii C. DC.
- Peperomia sumidoriana C. DC.
- Peperomia suratana Trel. & Yunck.
- Peperomia suspensa C. DC.
- Peperomia swartziana Miq.
- Peperomia sylvatica C. DC.
- Peperomia sylvestris C. DC.
- Peperomia sympodialis Trel. & Yunck.
- Peperomia syringifolia C.DC.
- Peperomia tablahuasiana C. DC.
- Peperomia tacanana Trel. & Standl.
- Peperomia talamancana R. Callejas P.
- Peperomia talinifolia Kunth
- Peperomia tamayoi Trel. & Yunck.
- Peperomia tambitoensis Trel. & Yunck.
- Peperomia tamboana Yunck.
- Peperomia tanalensis Baker
- Peperomia tarapotana C. DC.
- Peperomia tatei Yunck.
- Peperomia tejana Trel. & Yunck.
- Peperomia tenae Trel. & Yunck.
- Peperomia tenella (Sw.) A.Dietr.
- Peperomia tenelliformis Trel.
- Peperomia tenerrima Schltdl. & Cham.
- Peperomia tenuicaulis C. DC.
- Peperomia tenuiflora Opiz
- Peperomia tenuilimba C. DC.
- Peperomia tenuimarginata Trel. & Yunck.
- Peperomia tenuimucronata Trel.
- Peperomia tenuipeduncula C. DC.
- Peperomia tenuipes Trel.
- Peperomia tenuiramea C. DC.
- Peperomia tepoztecoana G. Mathieu
- Peperomia tequendamana Trel.
- Peperomia teresitensis Trel.
- Peperomia ternata C.DC.
- Peperomia terraegaudens Trel. & Yunck.
- Peperomia tetragona Ruiz & Pav.
- Peperomia tetraphylla (G.Forst.) Hook. & Arn.
- Peperomia tetraquetra Sodiro
- Peperomia tetrica Trel.
- Peperomia theodorii Trel.
- Peperomia thienii Yunck.
- Peperomia thomeana C. DC.
- Peperomia ticunhuayana Trel.
- Peperomia tillettii Steyerm.
- Peperomia timbuchiana Trel.
- Peperomia tithymaloides A. Dietr.
- Peperomia tlapacoyensis C. DC.
- Peperomia toledoana R. Callejas P.
- Peperomia tolimensis Trel. & Yunck.
- Peperomia tomentella Trel. & Yunck.
- Peperomia tominana C. DC.
- Peperomia tonduzii C.DC.
- Peperomia topoensis Yunck.
- Peperomia toroi Trel. & Yunck.
- Peperomia tovariana C.DC.
- Peperomia transparens Miq.
- Peperomia trapezoidalis Yunck.
- Peperomia trianae C. DC.
- Peperomia trichocarpa Miq.
- Peperomia trichomanoides Grayum
- Peperomia trichophylla Baker
- Peperomia trichopus Trel.
- Peperomia trichostigma C. DC.
- Peperomia tricolor Trel.
- Peperomia trifolia (L.) A. Dietr.
- Peperomia trinervis Ruiz & Pav.
- Peperomia trinervula C.DC.
- Peperomia trineura Miq.
- Peperomia trineuroides Dahlst.
- Peperomia triplinervis Sodiro
- Peperomia tristachya Kunth
- Peperomia trollii Hutchison & Rauh
- Peperomia tropeoloides Sodiro
- Peperomia trujilloi Steyerm.
- Peperomia trumani Trel.
- Peperomia truncicola C. DC.
- Peperomia trunciseda C. DC.
- Peperomia truncivaga C. DC.
- Peperomia tsakiana C.DC.
- Peperomia tuberculata Yunck.
- Peperomia tuerckheimii C. DC.
- Peperomia tuisana C.DC.
- Peperomia tungurahuae Sodiro
- Peperomia turbinata Dahlst.
- Peperomia turboensis Yunck.
- Peperomia tutunendoana Trel. & Yunck.
- Peperomia uaupesensis Yunck.
- Peperomia ubate-susanensis Yunck.
- Peperomia udimontana Trel. & Yunck.
- Peperomia umbelliformis C. DC.
- Peperomia umbilicata Ruiz & Pav.
- Peperomia umbrigaudens Yunck.
- Peperomia uncatispica Trel.
- Peperomia undeninervia C. DC.
- Peperomia unduavina C. DC.
- Peperomia unifoliata R. Callejas P.
- Peperomia urocarpa Fisch. & C.A.Mey.
- Peperomia urocarpoides C. DC.
- Peperomia ursina Grayum
- Peperomia valladolidana Yunck.
- Peperomia vallensis Trel. & Yunck.
- Peperomia valliculae Trel.
- Peperomia vana Trel.
- Peperomia vareschii Yunck.
- Peperomia variculata Trel.
- Peperomia variifolia C. DC.
- Peperomia vegana Trel. & Standl.
- Peperomia velloziana Miq.
- Peperomia velutina Linden & André
- Peperomia venabulifolia Trel.
- Peperomia veneciana Trel. & Yunck.
- Peperomia venezueliana C.DC.
- Peperomia venosa Yunck.
- Peperomia venticosicarpa Trel.
- Peperomia venulosa Yunck.
- Peperomia venusta Yunck.
- Peperomia veraguana R. Callejas P.
- Peperomia verediana Trel.
- Peperomia verruculosa Dahlst. ex A.W. Hill
- Peperomia verschaffeltii Lem.
- Peperomia versicolor Trel.
- Peperomia verticillata (L.) A.Dietr.
- Peperomia verticillatispica Trel. & Yunck.
- Peperomia vestita C. DC.
- Peperomia vidaliana Trel.
- Peperomia villarrealii Yunck.
- Peperomia villicaulis C. DC.
- Peperomia villilimba C. DC.
- Peperomia villipetiola C. DC.
- Peperomia villosa C. DC.
- Peperomia vinasiana C. DC.
- Peperomia violacea C. DC.
- Peperomia viracochana Trel.
- Peperomia vulcanica Baker & C.H. Wright
- Peperomia waikamoiana Yunck.
- Peperomia warmingii C.DC.
- Peperomia weberbaueri C. DC.
- Peperomia wedelii Yunck.
- Peperomia wheeleri Britton
- Peperomia wibomii Yunck.
- Peperomia williamsii C. DC.
- Peperomia woytkowskii Yunck.
- Peperomia yabucoana Urb. & C. DC.
- Peperomia yanacachiana Yunck.
- Peperomia yananoensis Trel.
- Peperomia yapasana Trel.
- Peperomia yatuensis Steyerm.
- Peperomia yeracuiana Trel. & Yunck.
- Peperomia yojoana Trel.
- Peperomia yungasana C. DC.
- Peperomia yutajensis Steyerm.
- Peperomia zarzalana Trel. & Yunck.
- Peperomia zipaquirana Trel. & Yunck.